# Henri Giraud (militaire)
Pour les articles homonymes, voir Henri Giraud et Giraud.
« Giraudiste » redirige ici. Ne pas confondre avec Giraudite.
Henri Giraud, né le 18 janvier 1879 à Paris 13e et mort le 11 mars 1949 à Dijon, est un général et homme politique français, grand-croix de la Légion d'honneur et médaillé militaire.
Général de brigade à partir de 1930, puis général d'armée à partir de 1936, il sert durant la Première Guerre mondiale, la guerre du Rif et la Seconde Guerre mondiale. Dans le cadre de ce dernier conflit, il tient un rôle important dans le processus qui mène à la libération de la France.
Partisan de la reprise de la lutte contre l'Allemagne nazie mais sans lien avec la France libre, il reçoit le soutien des Américains et fait figure de rival du général de Gaulle pour la direction des forces alliées françaises.
Après le débarquement allié de novembre 1942 et l'assassinat de l'amiral Darlan (24 décembre 1942), Giraud est durant plusieurs mois au pouvoir en Afrique française du Nord à la tête d'abord du Haut-commissariat de la France pour l'Afrique, puis du Commandement en chef français civil et militaire ; il a sous ses ordres l'Armée d'Afrique, engagée aux côtés des Alliés dans les opérations contre les Allemands et les Italiens.
Une partie de la Résistance intérieure se réclame également de son patronage et de son inspiration : c'est notamment le cas des organisations résistantes initialement sympathisantes de Vichy, ou qui ne se sont pas mises sous l'autorité du général de Gaulle, comme le réseau Alliance ou l’Organisation de résistance de l'Armée(ORA).
Comme Darlan qui l'avait envisagé le  1er décembre 1942, Giraud supprime la législation raciale par l'ordonnance du 17 janvier 1943 en Afrique du Nord, et ne rétablit pas le décret Crémieux qui avait attribué d'office en 1870 la citoyenneté française aux « Israélites indigènes » d'Algérie.
Les Alliés poussent Giraud et de Gaulle à s'entendre pour unifier les forces françaises : de juin à novembre 1943 les deux généraux sont coprésidents du Comité français de Libération nationale (CFLN). Giraud est cependant évincé par de Gaulle, qui le prive progressivement de toute responsabilité, politique puis militaire, au sein des forces alliées.
Henri Giraud est élu député de la Moselle en 1946 et siège au Conseil supérieur de la guerre jusqu’en 1948.

## Biographie

### Origines familiales et formation
Henri Honoré Giraud, naît à Paris dans une famille de la petite bourgeoisie. Il est le fils d'un marchand de charbon. Il est catholique et royaliste.
Il fait une brillante scolarité classique aux lycées Stanislas, Bossuet et Louis-le-Grand, avant d'être reçu à l'École militaire de Saint-Cyr, dont il est élève de 1898 à 1900.

### Débuts
Il est affecté à plusieurs reprises en Afrique du Nord.

### Première guerre mondiale
Il est affecté en France métropolitaine en 1914, au début de la Première Guerre mondiale, capitaine au 4e régiment de zouaves. Grièvement blessé au combat, il est capturé le 30 août 1914 à la bataille de Guise. Deux mois plus tard, alors qu'il est soigné à l'hôpital d'Origny-Sainte-Benoite pour une pleurésie provoquée par sa blessure, il parvient à s'évader en compagnie d'un autre officier français, et gagne les Pays-Bas en vue de revenir ensuite en France.
Ayant rejoint La Haye, il se met en correspondance avec le colonel Desprez, attaché militaire français. Envoyé en Angleterre, il y rejoint un ami, le capitaine Wallner, du service de renseignements français. Les deux officiers regagnent ensuite la France, à bord du croiseur qui ramène Théophile Delcassé, ministre des Affaires étrangères, et Piotr Bark, ministre des Finances de la Russie. Giraud reprend sa place à l'État-major de la 5e armée, aux côtés du général Franchet d'Espèrey ; il retourne au front et, à partir de mai 1917, participe, comme chef de bataillon au 4e régiment de zouaves, à la bataille du Chemin des Dames et à la prise du fort de Malmaison,. Il est ensuite nommé chef d'état-major de la Division marocaine du général Daugan à partir de décembre 1917 et termine la guerre à ce poste.

### Entre-deux-guerres
Après la guerre, Giraud est en poste à Constantinople au sein des troupes de Franchet d'Espèrey. Il est rappelé à Paris par le général Mordacq pour servir à ses côtés au ministère de la Guerre afin d'élaborer les prochaines lois de l'organisation des armées (loi des cadres, statuts de l'État-Major général, loi du recrutement, organisation du Conseil supérieur de Guerre…) ; lors du retrait de Clemenceau en janvier 1920, Giraud est envoyé au protectorat français au Maroc sous les ordres du maréchal Lyautey qui l'a personnellement réclamé à ses côtés. Comme lieutenant-colonel commandant le 14e régiment de tirailleurs algériens, il participe à la guerre du Rif et reçoit la reddition d'Abd el-Krim le 27 mai 1926. Il est professeur à l'École de guerre de 1927 à 1929. Quand le gouvernement crée, le 1er mars 1930, la région militaire des confins algéro-marocains, il en confie le commandement au colonel Giraud avec mission de les pacifier. Il le nomme général de brigade en décembre 1930. En 1933 il dirige, avec Catroux, les troupes françaises lors de la Bataille de Bougafer.
Jusqu'en 1934 Giraud combat la résistance berbère aux abords du Tafilalet et dans le djebel Saghro. Ayant achevé la conquête armée, et la soumission des tribus résistantes, de l'Afrique du Nord, il reçoit sa troisième étoile de général de division et est affecté en mai 1934 à Oran où il reste jusqu'en mars 1936.
Promu général d'armée en 1936, il devient la même année gouverneur militaire de Metz, puis commandant de la 3e armée : à ce titre, il est le supérieur hiérarchique du colonel de Gaulle, commandant du 507e régiment de chars de combat. Les carrières des deux officiers se croisent à plusieurs reprises avant la Seconde Guerre mondiale : leurs relations sont mauvaises et, lors des exercices de stratégie, Giraud s'oppose vivement aux idées de De Gaulle en matière d'utilisation des blindés.
Selon Pierre Péan, Giraud aurait reçu en novembre 1936 la visite d'Eugène Deloncle, l'un des responsables de la « Cagoule » : informé des activités de l'organisation, le général aurait promis à Deloncle son appui en cas de « soulèvement communiste ». Deloncle, quant à lui, aurait déclaré à Giraud que lui et ses hommes étaient prêts le cas échéant à se mettre sous ses ordres.
En 1939 Giraud reçoit le commandement de la 7e armée.

### Bataille de France et captivité
Quand la Seconde Guerre mondiale commence, Giraud est membre du Conseil supérieur de la guerre. Il y figure parmi les partisans résolus de la guerre en cas d’invasion de la Pologne par l'Allemagne nazie. Il désapprouve alors la tactique, préconisée par de Gaulle, d'emploi offensif des blindés en formations groupées pour percer les lignes ennemies.

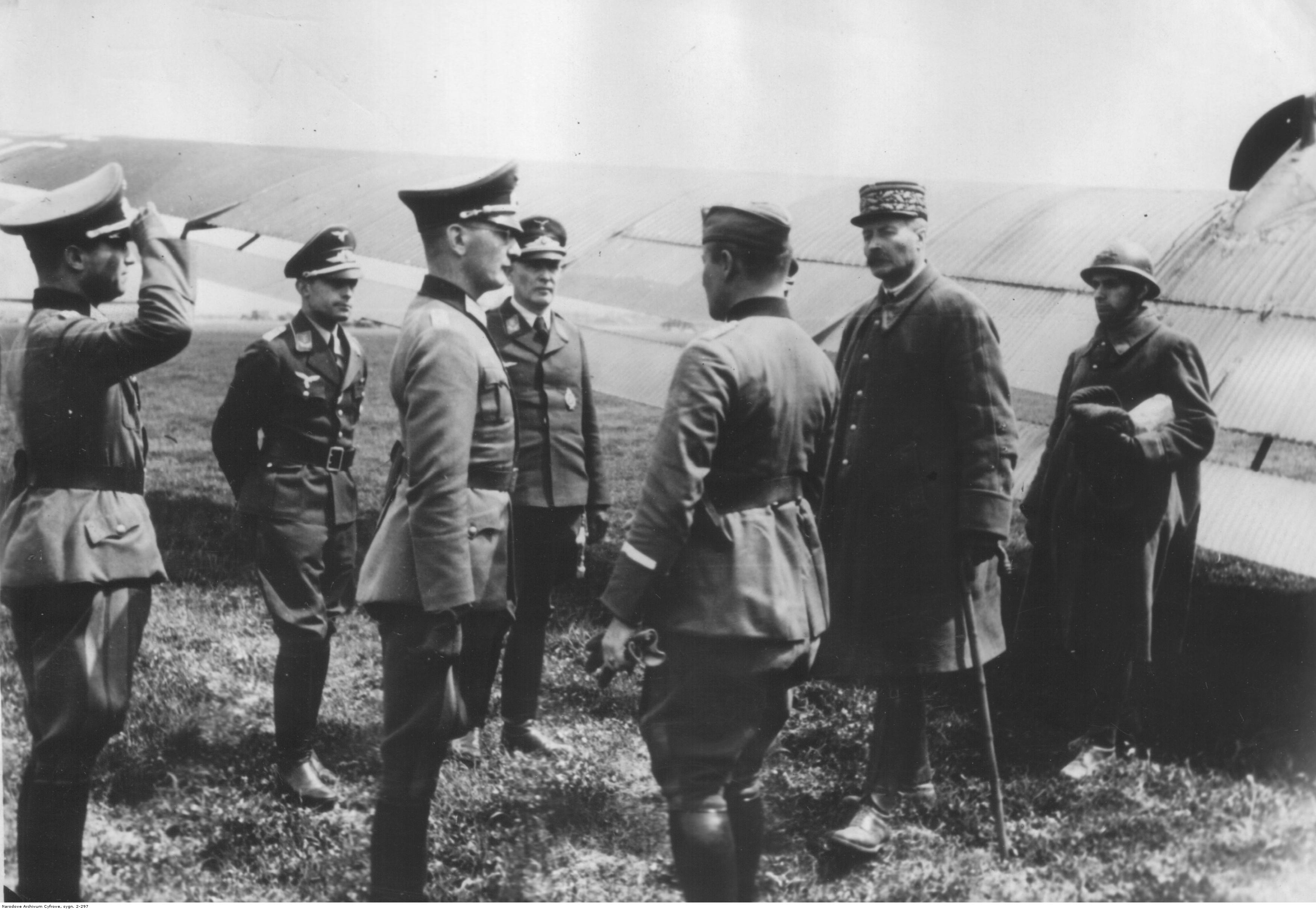
Henri Giraud (2e à partir de la droite) après avoir été fait prisonnier. Autour du général sur l'aérodrome, des officiers allemands, derrière lui, un soldat-coordinateur français.

Le 10 mai 1940 Giraud doit, dans le cadre du plan Dyle-Bréda, atteindre au plus vite les Pays-Bas à la tête de la 7e armée. Il parvient à retarder les troupes allemandes à Bréda le 13 mai. Dès le 16 mai, Gamelin le nomme à la tête de la 9e armée, en remplacement du général Corap, après l'attaque blindée allemande par les Ardennes. Après trois jours passés à la recherche des troupes d'une armée qui n'existait plus, il est capturé le 19 mai à Wassigny par le général von Kleist. Il est d'abord conduit près de Vervins, puis à Bonn avec son officier d'ordonnance, le lieutenant Tannery. Rapidement il est envoyé seul en Silésie.

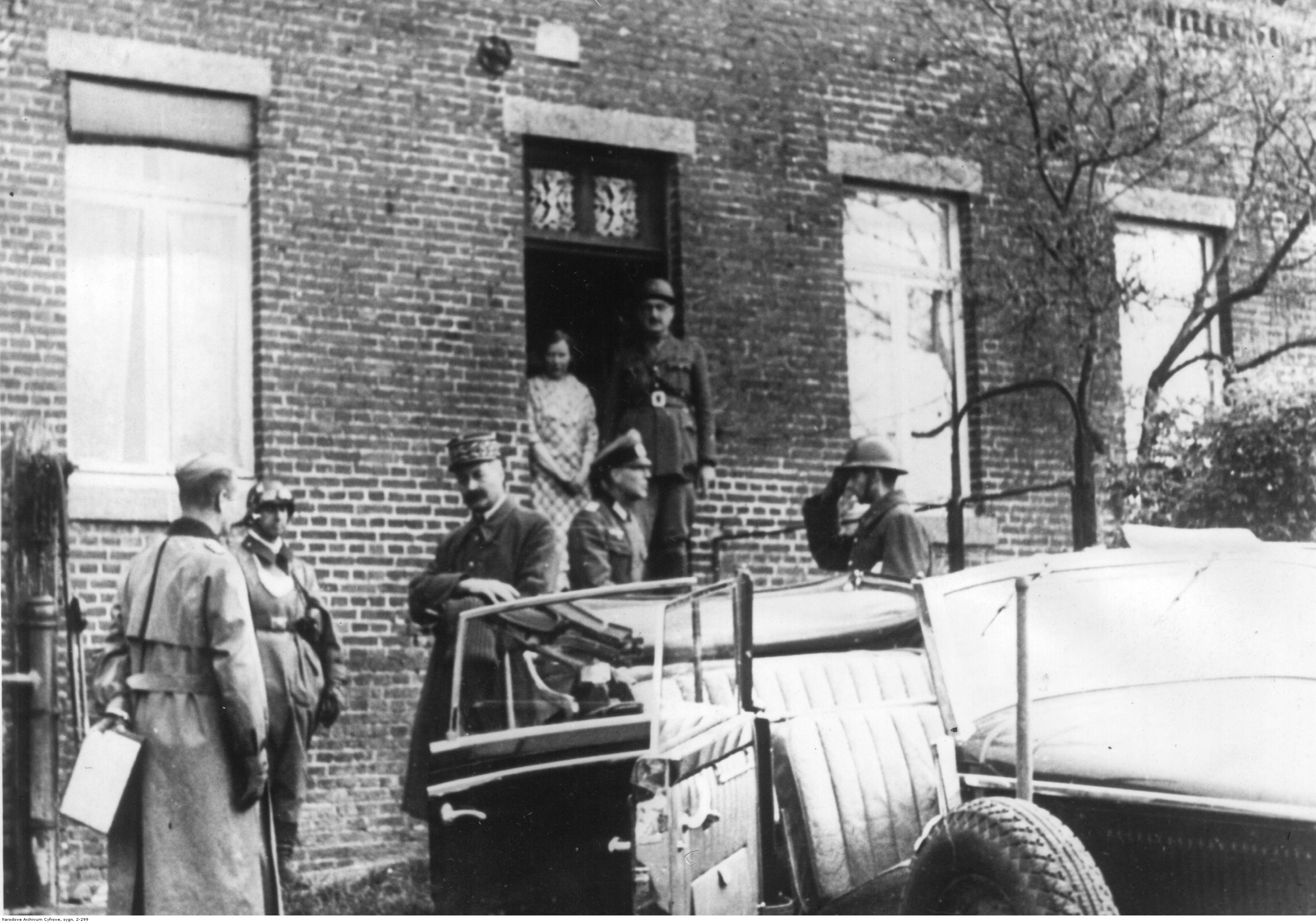
Juin 1940 : Le général Giraud, prisonnier de guerre, sort d'un bâtiment et monte dans une voiture. On aperçoit des soldats allemands et des soldats français.

Il est interné à la Forteresse de Königstein près de Dresde, dans un centre d'internement de haute sécurité pour les prisonniers de guerre de marque, nommé aussi « la Bastille de Saxe ». Son logement est composé de deux pièces, au second étage d'un bâtiment dominant à pic la cour intérieure, avec de petites fenêtres grillagées.
Lors de son arrivée, le commandant de la forteresse, le général Genthe, lui indique qu'il est emprisonné « en représailles pour la conduite inqualifiable qu'a tenue en 1918 le maréchal Foch vis-à-vis du lieutenant-colonel von Gersdorff[évasif]».
Depuis sa prison, Giraud adresse des marques de sympathie au gouvernement de Pétain : en juillet 1940, il envoie à ce dernier une longue note sur les causes de la défaite de la France, à laquelle ont contribué à ses yeux la dénatalité, les congés payés, le parlementarisme, les syndicats, la faillite de l'enseignement public et la perte de la notion d'autorité. Il fait parvenir en juin 1941 à Georges Scapini un mémoire intitulé Collaboration  : « Collaboration : le mot est à l’ordre du jour. Il faut qu’il représente une réalité. » Selon son plan, la France fournirait des travailleurs recrutés d’abord parmi des volontaires, puis parmi les chômeurs, et enfin parmi les célibataires puis « les mariés sans enfants ou avec un enfant, en commençant par les plus jeunes classes ».
Le 23 août 1940, Giraud, toujours emprisonné, se voit décerner la Grand-croix de la Légion d'honneur.
Selon l’historien Robert Paxton, Giraud se distingue de nombreux officiers français, impressionnés par l'armée allemande ; il s'engage « à ne plus porter ses décorations tant qu’il ne sera pas rentré en vainqueur à Metz. »

#### La lettre de Giraud à ses enfants
Une lettre, que le général Giraud, captif à Königstein, adresse à ses quatre fils et à ses filles en septembre 1940, est largement diffusée à l'époque. Giraud y expose, en termes généraux, ses idées sur les remèdes à apporter aux problèmes de la France. Le général de Gaulle, lui-même, participe à la diffusion de cette missive ; il en adresse notamment une copie au prince Félix de Bourbon-Luxembourg en la préfaçant : « Vous verrez ainsi que, dans sa captivité, le général Giraud est bien resté tel que nous l'avons connu. ».
« Königstein, septembre 1940
Je ne sais combien de temps je resterai ici, des mois, des années peut-être. Il est possible que je sois enterré à côté de mon ami Dame. Je suis prêt à tout : peu importe.
Je vous confie le soin de me remplacer dans une tâche sacrée, le relèvement de la France. Je vous interdis de vous résigner à la défaite, et d'admettre que la France puisse passer après l'Italie, l'Espagne ou la Finlande. Peu importe les moyens. Le but seul est essentiel. Tout doit lui être subordonné. […] Au début, il ne s'agit pas de heurter de front un ennemi qui s'est assuré la possession de notre sol et nous a totalement désarmés. Stresemann a défini la méthode à employer : nous n'avons qu'à copier intelligemment.
En première urgence, la libération du territoire à l'intérieur des frontières qui nous sont laissées. Ensuite la reconstruction physique, morale et sociale. […] En troisième lieu […] pouvoir refaire une armée moderne. Ceci suppose un programme à exécuter, par qui de droit :
– les esprits sont faits en France ;
– l'instruction est faite aux colonies ;
– le matériel est fait à l'étranger.
Malgré tous les contrôles, un pareil programme est possible, le camouflage étant de règle. Rien ne ressemble au « service en campagne » comme l'instruction des scouts. Rien ne ressemble à un avion militaire comme un avion de transport. Un tracteur à chenilles n'a besoin que de sa cuirasse pour devenir un char, etc., etc.
Mais avant tout, que les esprits soient à la hauteur de leur tâche. Qu'ils veuillent être Français totalement. Que personne ne s'expatrie des pays occupés ou temporairement détachés : il s'agit d'y maintenir la pensée française. Mais que personne n'hésite à s'expatrier si on lui offre à l'étranger une situation où il peut être utile à la France. Vous tous […] rappelez-vous qu'une bourrasque passe mais que la Patrie reste. Une Nation vit quand elle veut vivre. [...] Forcez les autres à penser comme vous, à travailler comme vous. Nous sommes sûrs du succès, si nous savons vouloir.
Résolution. Patience. Décision.
Général H. Giraud. »
Pour l'historien Henri Michel, Giraud expose dans cette lettre, en matière politique, des idées « simples, pour ne pas dire simplistes » : le général s'y déclare favorable à « une autorité assez forte et assez sage » pour « défendre la liberté et interdire la licence », et préconise, pour la reconstruction « physique, morale et sociale » de la France, d'« aider ceux qui ont des enfants » à élever ceux-ci, et d'« assurer à chacun une place au soleil ». Avant toute chose, Giraud veut être un soldat, au service de la patrie : à cet égard, il se montre indifférent à la politique, voire à la forme de l'État. Pour lui, servir la France représente l'essentiel, que la Nation soit incarnée par un « Roi », une « République » ou un « Empire ».

#### L'évasion de la forteresse de Königstein[28]

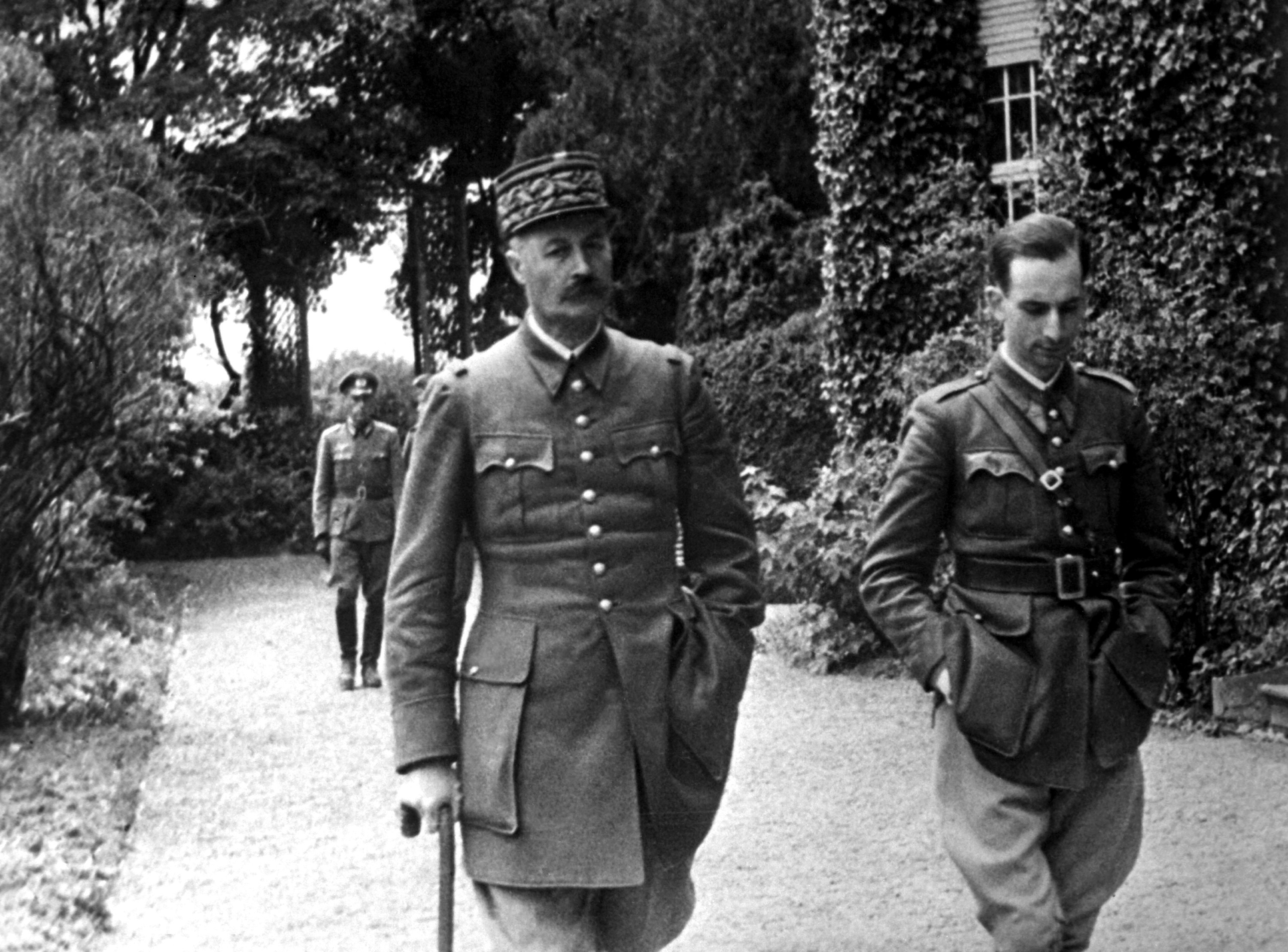
Le général Giraud durant sa promenade quotidienne à la forteresse de Königstein (date inconnue).

Un complot se forme pour faire évader le général Giraud. Le général Mesny (qui, en 1945, peu avant la chute de la forteresse, sera exécuté pour avoir participé à l'évasion du général), le général Mast (qui prévient sa[Laquelle ?] femme de son intention d'évasion), son ex-chef d'état-major, le général Baurès, le général Le Bleu, le général Joseph de Verdilhac et le colonel Fèvre, seul colonel de la forteresse, l'aident à s'échapper tandis que le général Chambe, son ancien chef des forces aériennes de la VIIe Armée en 1940, organise ses résidences clandestines à Lyon et en région lyonnaise. Giraud prépare soigneusement son évasion pendant deux ans. Il pratique l'allemand et apprend par cœur une carte des abords de la forteresse. Le 17 avril 1942, il se laisse descendre le long de la falaise de la forteresse de montagne. Ayant rasé sa moustache, et s'étant coiffé d'un chapeau tyrolien, il voyage jusqu'à Schandau pour y rencontrer son contact, Roger Guerlach, recruté par le commandant de Linarès, chef du 2e bureau de la région militaire de Lyon avec l'aide de Sœur Hélène Studler. Par diverses ruses, les deux hommes arrivent en Alsace le 19 avril 1942 après un périple rocambolesque de 800 km en chemin de fer. Giraud arrive à Lyon le 25 avril après avoir traversé la Suisse  où il est reçu par Roger Masson le chef des services de renseignement suisse, il se rend à Vichy, en zone libre française. Himmler ordonne à la Gestapo de le retrouver et de le tuer. Hitler, qui croit par ailleurs que Giraud est l'auteur du livre Vers l'armée de métier (en réalité publié par de Gaulle en 1934), entre dans une violente colère, reprochant à Otto Abetz, ambassadeur d'Allemagne en France, d'avoir « laissé courir » un général aussi dangereux à lui seul que « trente divisions ». La fuite de Giraud à travers l'Allemagne a été remarquablement organisée, alors que l'Abwehr et la Gestapo sont continuellement sur ses talons ; au dernier moment, alors qu'ils s’apprêtent à l'arrêter, il leur glisse régulièrement entre les doigts. L'opération Gustav, dirigée contre sa personne, prend fin le jour où la résistance tchèque parvient à abattre Reinhard Heydrich[réf. nécessaire].
L'évasion de Giraud, rapidement connue en France, y rencontre un large retentissement. Les mouvements de la Résistance intérieure et la France libre accueillent avec enthousiasme la nouvelle de l'évasion de Giraud, en qui ils voient une recrue potentielle de choix. De Gaulle demande aux Britanniques d'essayer de le faire venir à Londres. Arrivé à Vichy le 27 avril 1942, Giraud y rencontre Pétain deux jours plus tard, accompagné du général Aubert Frère. Le chef du gouvernement français Pierre Laval se montre quant à lui particulièrement irrité de cette évasion qui, en constituant un véritable affront pour Hitler, met en danger la politique allemande du gouvernement de Vichy.
Pétain, sur la demande pressante de Laval, contraint un Giraud rétif à rencontrer son chef du gouvernement. L'entrevue entre Giraud et Laval est orageuse : ce dernier, qui souhaite affirmer son autorité qu'il juge menacée, reproche au général d'avoir, par son évasion, empêché la libération de 200 000 autres prisonniers. Il propose à Giraud de retourner « noblement » à Königstein, mais le général demande qu'Hitler libère en retour tous les prisonniers mariés. Laval pense avoir obtenu gain de cause auprès de Giraud mais ce dernier, quelques jours plus tard, refuse de retourner en Allemagne, à moins de recevoir en ce sens un ordre écrit du maréchal Pétain, message que ce dernier a peu de chances de lui adresser du fait de l'état de l'opinion. Les Allemands tentent d'obtenir un retour de Giraud en Allemagne, et envoient Scapini et Benoist-Méchin pour faire pression sur le général : mais avant que les deux intermédiaires des Allemands aient pu le rencontrer, Giraud quitte Vichy à bord d'un avion mis à sa disposition par l'amiral Darlan, chef des forces armées de Vichy.
L'ambassadeur Abetz, qui juge son crédit atteint par l'affaire, exige de rencontrer Giraud. Ce dernier, ayant obtenu un sauf-conduit, s'entretient avec Abetz à Moulins, à la Ligne de démarcation. Giraud affirme à nouveau qu'il n'accepterait de rentrer en Allemagne qu'à une seule condition : que le Reich libère les 600 000 prisonniers mariés et pères de famille. Abetz envisage de faire enlever ou assassiner Giraud, puis se résout finalement à le laisser repartir en zone libre. Otto Skorzeny était installé à Cognat (près de Vichy) à la tête de deux compagnies de la division SS Hohenstaufen et devait initialement arrêter Giraud et le chef de l’État français, Pétain, puis les emmener en Allemagne. Toutefois, en représailles à l'affaire Giraud, les Allemands bloquent les libérations envisagées de prisonniers français : aucun officier, même malade, ne sera plus rapatrié, les négociations portant sur la libération de 75 000 agriculteurs emprisonnés sont suspendues, et la mission Scapini ne peut plus inspecter les camps, où la discipline est durcie. Pétain se montre affecté par la situation, mais ne fait pas davantage pression sur Giraud pour qu'il retourne en Allemagne,,,,. Laval en appelle quant à lui à l'amiral Darlan pour qu'il sévisse contre Giraud ; mais Darlan, heureux de la déconvenue infligée à Laval qui vient de lui succéder à la tête du gouvernement, se contente d'abaisser à soixante ans la limite d'âge des généraux, ce qui a pour effet de mettre Giraud à la retraite.

#### Lettre de soumission à Pétain
Le 4 mai 1942, sur l'insistance de Laval, Giraud adresse une lettre à Pétain, dans laquelle il affirme son loyalisme, en lui promettant qu'il n'ira pas à l'encontre de l'action de Darlan et Laval, : « Je suis pleinement d'accord avec vous. Je vous donne ma parole d'officier que je ne ferai rien qui puisse gêner en quoi que ce soit vos rapports avec le gouvernement allemand ou entraver l'œuvre que vous avez chargé l'amiral Darlan et le président Pierre Laval d'accomplir sous votre haute autorité. Mon passé est garant de ma loyauté. »,. Il se jugera cependant délié de sa promesse en juin 1942, quand Laval proclame dans un discours radiodiffusé souhaiter la victoire de l'Allemagne. Si les idées de Giraud en matière de politique intérieure sont très proches de celles de Pétain, il refuse la collaboration, ce qui creuse un fossé entre Vichy et lui. Entre-temps, les autorités de Vichy le laissent, après l'envoi de sa lettre à Pétain, disparaître dans une « semi-clandestinité » : il bénéficie de la protection de membres du service de renseignement de l'Armée de terre,.
Giraud, contacté par des organisations de la Résistance intérieure qui souhaitent s'assurer de sa participation, repousse les propositions qui lui sont faites. Les raisons exactes de ce refus ne sont pas connues, Giraud ne les détaillant pas dans ses mémoires : elles semblent avoir reposé sur une méfiance vis-à-vis du camp gaulliste, ou sur une crainte du poids excessif des communistes.
Giraud s'installe en zone libre, près de Lyon, au domaine de Fromente, propriété d'un ami industriel, où la police de Laval le fait surveiller, ce qui ne l'empêche pas de prendre des contacts avec diverses personnalités françaises et américaines, en vue d'une reprise de la guerre par l'armée française auprès des Alliés,,. Envisageant un débarquement allié dans le Sud de la France, qui serait appuyé par l'armée d'armistice placée sous son autorité,, il demeure notamment en liaison avec des officiers français membres de réseaux clandestins comme Cogny et Frère ; il prend également contact avec le général Weygand, revenu d'Afrique du Nord, et incite ce dernier à prendre la tête d'un mouvement de libération. Selon le témoignage de Giraud, Weygand se dit lui-même trop âgé pour pareille entreprise, et l'incite à résister à la tête des forces françaises,,.

### Giraud et le débarquement en Afrique du Nord
Lorsque les Alliés envisagent un débarquement en Afrique du Nord, leurs dirigeants, décidés à écarter de Gaulle après son échec de Dakar, et incertains de l'accueil que leur réserveraient les généraux vichystes, cherchent un général français prestigieux pour prendre le commandement de l'armée d'Afrique ; les Américains comptent sur les « comploteurs algérois » et sur Giraud « pour rallier les troupes vichystes ». Plusieurs partisans de la reprise des combats, désignés a posteriori sous le nom de « groupe des cinq » — l'industriel et ancien « cagoulard » Jacques Lemaigre Dubreuil, le journaliste Jean Rigault, le diplomate Jacques Tarbé de Saint-Hardouin, le colonel Alphonse Van Hecke, commissaire régional des Chantiers de jeunesse d'Afrique du Nord, et le lieutenant et militant royaliste Henri d'Astier de La Vigerie — se sont en effet réunis dans le but de favoriser une intervention alliée en Afrique française du Nord (AFN) : ce groupe, très informel, fait cependant figure d'« état-major sans troupes » et agit essentiellement sur le terrain diplomatique. La liaison entre les « cinq » et les groupes de résistants présents en AFN est assurée par Astier de la Vigerie, qui se charge d'unifier les réseaux de la Résistance nord-africaine en partenariat avec le jeune José Aboulker. Lemaigre Dubreuil, membre également du réseau Alliance, et qui a servi sous les ordres de Giraud, prend en mai 1942 contact avec ce dernier, qui accepte de se joindre à la conspiration et apporte à la « Résistance diplomatique » le chef militaire qui lui manquait,.
Les contacts du général Giraud se sont limités jusque-là à des conversations avec des officiers qu’il a commandés en 1940 et une entrevue avec le général de Lattre, à Montpellier, le 21 juin 1942. Il mise essentiellement sur l'appui militaire des États-Unis et apparaît à partir de l'été 1942 comme le « chef », ou du moins comme le « symbole de ralliement », des différents groupes composant une tendance, issue en partie de l'armée d'armistice, de la Résistance française. Cette forme de Résistance, qui a préexisté à l'évasion de Giraud mais se rallie ensuite à lui, est composée pour l'essentiel de personnes sympathisantes des idées de la Révolution nationale mais déçues par l'évolution de Vichy, hostiles à la collaboration et désireuses de reprendre le combat. Henri Michel, spécialiste de la Résistance, donne, « faute de mieux », le nom de « giraudisme » (guère utilisé à l'époque) à cette tendance résistante anti-gaulliste, qui « s'insinue comme un coin entre le vichysme et le gaullisme ». Le camp giraudiste, apparu comme une « sécession » du pétainisme, a comme point commun de miser sur l'aide américaine et sur une armée reformée sur le sol national, et non précairement installée à l'étranger comme les Forces françaises libres. Giraud croit Pétain entravé par l'action de son gouvernement, et envisage une action commune entre le maréchal et la Résistance : il élabore un « projet d'organisation de la lutte contre l'Allemagne », où le signal du soulèvement sur le sol français serait donné par un message codé contenu dans un discours de Pétain.
Le général est approché par des agents consulaires américains qui le rencontrent dans la forêt de Randan, près de Vichy. Il répond favorablement au message de Roosevelt qui lui propose de travailler avec les États-Unis à la libération de la France.
Le 22 octobre 1942, des accords entre les États-Unis et la Résistance française sont conclus au cours d'une conférence secrète tenue à Messelmoun près de Cherchell, non loin d'Alger,,, le diplomate américain Robert Murphy, le général Clark (adjoint d'Eisenhower) et divers représentants militaires et civils de la Résistance, dont le colonel Jousse, le général Mast, et Bernard Karsenty (adjoint de José Aboulker), Jean Rigault et Henri d'Astier de La Vigerie.
Après que la décision de débarquer en AFN a été prise, Robert Murphy négocie avec Tarbé de Saint-Hardouin sur un accord, sans en tenir informé Giraud. Ce dernier entérine tout de même finalement l'accord le 2 novembre, malgré le « manque de confiance du commandement allié ». En réalité, Murphy négocie à un niveau subalterne, car tous les contacts de Giraud en France sont alors surveillés par les Allemands qui connaissent ses plans. Giraud accepte de participer à l'opération Torch à condition que le débarquement ait lieu simultanément dans le Sud de la France et en Afrique du Nord, et qu'il en soit le commandant en chef. Le général Eisenhower, avant de partir pour le QG allié de Gibraltar, rejette la prétention de Giraud à exercer le commandement ; Murphy, craignant que Giraud ne se retire de l'opération, laisse entendre que ses demandes seront acceptées. Giraud demande pour sa part que la France libre soit exclue des opérations, et ne puisse pénétrer en AFN qu'après entente entre les Américains et les autorités françaises locales. Dans l'ignorance des intentions précises des Alliés, Giraud élabore un plan d'offensive fondé sur un débarquement des Alliés dans le Sud de la métropole pour le printemps 1943 auquel l'armée d'armistice apporterait son soutien, grâce aux stocks d'armes camouflées, par des attaques depuis la région de Lyon, vers le nord et l'Alsace puis vers la Belgique, « afin de semer le désordre dans les arrières allemands ». Ces actions seraient appuyées par une intervention des Britanniques sur les côtes de la Manche et l'occupation des aéroports de la zone sud. Ce plan ambitieux est finalement abandonné mais, dans les derniers jours d'octobre, Giraud envisage toujours un débarquement allié à Port-Vendres et à Toulon ; ce n'est que le 31 octobre que Lemaigre-Dubreuil apprend que l'Opération Torch est enclenchée. Le 2 novembre, Giraud est à son tour informé qu'un débarquement, limité à l'Afrique du Nord, aura lieu dans les six jours qui suivent,. On fait finalement admettre au général un débarquement qui aurait lieu sur le seul territoire de l'AFN. Giraud désigne comme représentants sur place le général Mast à Alger et le général Béthouart au Maroc. Il écrit, dans une lettre adressée à l'un de ses partisans, « Nous ne voulons pas que les Américains nous libèrent, nous voulons qu'ils nous aident à nous libérer »,.
Pour quitter secrètement la France métropolitaine et rejoindre les Alliés en vue de participer à l'opération Torch, Giraud bénéficie de l'aide du général Robert de Saint-Vincent, membre de l'Armée secrète, ainsi que de celle du réseau Alliance, qui l'exfiltre et le conduit jusqu'au sous-marin britannique HMS Seraph. Avant son départ, Giraud désigne le général Aubert Frère comme son représentant en France, en tant que chef des réseaux de résistance au sein de l'armée française,. Il adresse par ailleurs une lettre, datée du 2 novembre, au maréchal Pétain, dans laquelle, arguant que la France ne saurait demeurer « spectatrice » dans le conflit, il déclare se libérer de son serment de ne pas entraver l'action du gouvernement de Vichy.
De ses derniers entretiens avec Lemaigre Dubreuil, Giraud a déduit qu'il allait exercer le commandement du débarquement allié en Afrique du Nord. N'en ayant cependant pas reçu l'assurance explicite, il décide, contre l'avis de Lemaigre Dubreuil, de se rendre d'abord au quartier général allié de Gibraltar pour en discuter avec Eisenhower. Le HMS Seraph embarque Giraud au Lavandou et le transporte jusqu'à Gibraltar, le 7 novembre 1942. Une fois arrivé sur place, Giraud apprend que l'opération sera commandée par le général américain Eisenhower. Giraud impose à ce dernier une longue discussion — rendue d'autant plus difficile par la nécessité de recourir à un interprète — et réclame le commandement de l'opération Torch, arguant de son grade supérieur et du prestige de son pays. Eisenhower, qui ne sait rien des accords passés avec Murphy, veut que Giraud gagne le plus vite possible Alger pour que les troupes françaises se rallient à lui. Il explique à Giraud qu'il n'a jamais été envisagé de lui confier la responsabilité du débarquement, à la tête duquel sa présence poserait divers problèmes : en effet, les troupes alliées ne comporteront aucun militaire français et risquent fort, au contraire, de devoir affronter des troupes françaises. Ce que les Alliés attendent de Giraud est que sa présence à leurs côtés puisse convaincre les troupes et les autorités françaises d'Afrique du Nord de se joindre à eux. Giraud, irrité à l'idée de ne tenir aucun rôle dans les opérations militaires, menace de s'en tenir à un rôle de spectateur ; Eisenhower lui répond que s'il persiste dans ses demandes, les Américains prendront le parti de se passer de lui. Le lendemain, Giraud finit par se ranger aux arguments d'Eisenhower, : il est convenu que ce dernier gardera le commandement en chef des troupes anglo-américaines, en cours de débarquement, jusqu'à ce que l'opération soit achevée. Les troupes françaises ne recevront ensuite d'ordres que du général Giraud (compromis qui se révèlera efficace par la suite pour toute la campagne de Tunisie). Giraud obtient également l'assurance d'être placé à la tête de l'administration française en Afrique du Nord après le débarquement. Dans le même temps, certains hauts gradés de l'armée de Vichy, dont les généraux Revers et Verneau, qui connaissent les projets de Giraud et sont en contact avec Londres, croient que les Alliés se préparent à suivre le plan initial de Giraud et sont convaincus qu'un débarquement dans le Sud de la France est imminent,.
La veille du débarquement, Béthouart informe au Maroc le résident général Noguès et l'amiral Michelier de l'imminence du débarquement et du fait que Giraud va prochainement arriver pour prendre le commandement de l'Armée d'Afrique : il leur demande de ne pas opposer de résistance. Noguès fait au contraire arrêter Béthouart et ordonne aux forces françaises de repousser les Alliés. En Algérie, Murphy informe le général Juin du débarquement et lui demande d'accepter le commandement de Giraud ; Juin se montre cependant réticent à accepter l'autorité de ce dernier et souhaite d'abord obtenir l'avis de l'amiral Darlan, qui se trouve fortuitement présent à Alger,.
Dans la nuit du 7 au 8 novembre, quatre cents résistants — en grande majorité des Juifs français déchus de leur nationalité — menés par José Aboulker, occupent les points stratégiques d'Alger et arrêtent les plus hauts dirigeants civils et militaires vichystes. Juin et Darlan se trouvent momentanément mis en état d'arrestation. L'un des résistants lance depuis les studios de Radio-Alger un appel au nom du général Giraud, incitant les Français à reprendre la guerre aux côtés des Alliés et se terminant par : « Nous n'avons qu'une seule passion, la France, qu'un seul but, la victoire. Souvenez-vous que l'Armée d'Afrique tient entre ses mains le destin de la France. » L'appel est diffusé à plusieurs reprises durant le débarquement, à raison d'une fois tous les quarts d'heure, sur les ondes de Radio-Alger. La phrase « Un seul but, la victoire ! » devient par la suite la devise de Giraud jusqu'à la Libération, et sert de titre à ses Mémoires. Le message radiodiffusé lancé au nom de Giraud, dont les Alliés attendaient des retombées décisives, ne produit cependant aucun effet sur la suite des opérations et ne facilite en rien l'avance des troupes de débarquement. L'absence de Giraud, retardé par son escale à Gibraltar, complique également la situation : Lemaigre Dubreuil l'attend en vain à l'aérodrome de Blida et les résistants demeurent sans nouvelle de lui ; entretemps, les autorités fidèles à Pétain entreprennent de reconquérir Alger.
Alors que les régiments vichystes perdent leur temps à reconquérir Alger contre les résistants français, les forces de débarquement alliées peuvent débarquer, encercler Alger presque sans opposition, et obtenir la reddition de la garnison vichyste à 17 h 30, le même jour. L'amiral Darlan finit par transmettre un ordre de cessez-le-feu aux troupes vichystes ; les combats se poursuivent cependant à Oran et Casablanca. Parti de Gibraltar où il était resté après son entrevue avec Eisenhower, Giraud n'arrive à Alger que le 9 novembre, à 14 h 30, avec quatre jours de retard par rapport à la date prévue. Il fait préalablement redécorer le sous-marin britannique qui le transportait pour lui faire arborer des couleurs françaises. En son absence, le général Clark a commencé à traiter avec l'amiral Darlan pour obtenir la fin des combats à Oran et au Maroc, et obtenu de lui un cessez-le-feu sur toute l'AFN. Le fait d'apprendre la présence de Giraud aux côtés des Alliés semble avoir contribué à décider Darlan à négocier, afin d'éviter une prise du pouvoir à Alger par le général « félon ». Arrivé en compagnie de son fils, du capitaine Beaufre et de son ordonnance, Giraud gagne la propriété de Lemaigre Dubreuil. Darlan, mis au courant, interdit qu'on lui donne des bons d'essence et fait couper son téléphone. Isolé et mis à l'écart des premières négociations alliées avec Darlan, Giraud est, brièvement, pratiquement prisonnier : il en arrive à craindre que Darlan ne le fasse fusiller,,. Il découvre alors que les Américains misent désormais avant tout sur l'alliance avec l'amiral, qui fait figure de carte maîtresse. Les Américains et les Britanniques considèrent en effet que Darlan, dont personne n'avait prévu la présence en Algérie et qui a plus de poids politique que Giraud, est le seul homme capable de rallier aux Alliés les Français d'Afrique du Nord,,.

### Du débarquement aux négociations avec les gaullistes

#### L'alliance Giraud-Darlan
Des pourparlers entre Français et Américains aboutissent à mettre en place une combinaison politique. Charles Noguès, résident général de France au Maroc, refuse de se mettre sous les ordres de Giraud, puis accepte que ce dernier soit associé au pouvoir s'il est lui-même subordonné à l'amiral Darlan. De Gaulle reste par ailleurs exclu en AFN. Un accord s'étant dégagé autour de lui, Darlan prend alors la direction politique de l'Afrique française du Nord et de l'Afrique-Occidentale française avec le soutien de Roosevelt . Darlan lui-même porte les titres de haut-commissaire et de commandant en chef des forces navales ; Giraud est nommé commandant en chef des forces terrestres et aériennes. Bien qu'initialement surpris par le fait que les Alliés misent sur Darlan, Giraud ne semble pas avoir pensé à refuser son concours, et paraît même avoir été soulagé de ne pas avoir à exercer le pouvoir politique, pour lequel il ne montre guère d'appétence. Le 13 novembre, il accepte officiellement de recevoir le commandement en chef des mains de Darlan, se mettant sous ses ordres « au nom du Maréchal ». Il ne reste alors plus rien des accords négociés par le « groupe des cinq » et Murphy.
Le Haut-commissariat de France en Afrique du Nord, dont Darlan prend la direction, maintient la législation et les camps de concentration de Vichy : Darlan refuse notamment de rétablir le décret Crémieux, dont l'abolition a privé les Juifs d'Algérie de leur nationalité française. Bien que désavoué par Vichy, l'amiral Darlan continue d'affirmer qu'il gouverne au nom de Pétain « empêché » : le contexte militaire lui permet d'imposer un statu quo politique, toute réforme éventuelle étant renvoyée à l'après-guerre. Du 30 novembre au 2 décembre, Darlan se réunit avec Giraud, Noguès, Bergeret, et Pierre Boisson, gouverneur général de l'AOF, pour une « conférence impériale » destinée à examiner les problèmes du moment : l'allégeance envers l'État français est réaffirmée, Darlan déclarant « Nous avons tous admis que le Maréchal était toujours notre chef, mais que ce chef était moralement prisonnier ». Le Comité national français, organe de direction de la France libre, refuse entretemps de reconnaître le Haut-commissariat de Darlan. La situation de ce dernier demeure par ailleurs précaire, l'opinion publique et les médias britanniques et américains condamnant le pacte avec l'amiral « pro-nazi ». L'Armée d'Afrique, placée sous le commandement de Giraud qui décrète la mobilisation générale des Français et des Musulmans d'Algérie et du Maroc, est mise à contribution pour aider les Alliés à chasser Allemands et Italiens lors de la campagne de Tunisie,.

#### Giraud au pouvoir à Alger

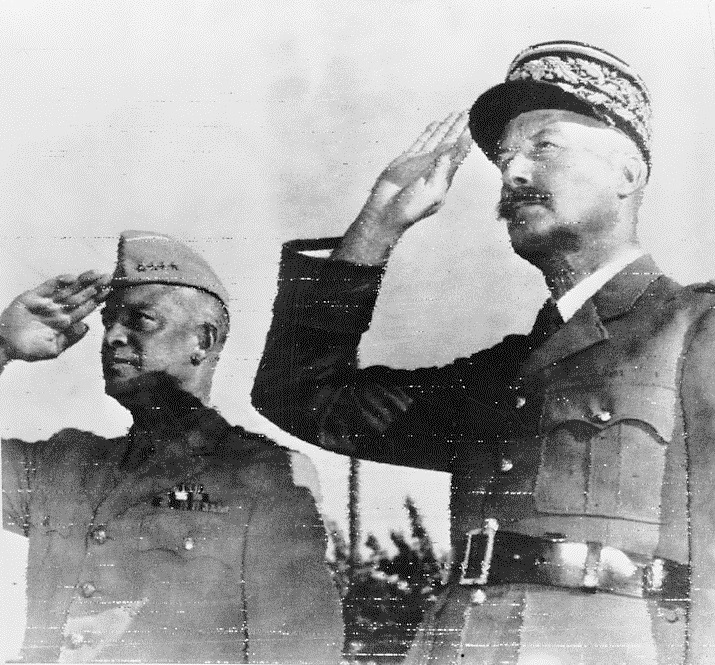
Le général Eisenhower, commandant en chef des armées alliées en Afrique du Nord et le général Giraud commandant des Forces françaises saluent les drapeaux des deux nations au quartier général des Alliés à Alger (1943).

Le 24 décembre 1942, le jeune résistant Fernand Bonnier de La Chapelle assassine l'amiral Darlan ; Giraud insiste pour que Bonnier soit rapidement jugé. Après la mort de Darlan, les membres vichystes du Conseil impérial élisent, le 26 décembre, le général Giraud pour succéder à l'amiral. D'abord élu Haut-commissaire, Giraud prend, par une ordonnance du 5 février 1943, le titre de « Commandant en chef civil et militaire » ; le nom de Commandement en chef français civil et militaire se substitue par la suite à celui de Haut-commissariat pour désigner l'exécutif français en AFN et AOF. Le général Giraud conserve le même adjoint que son prédécesseur, le général Bergeret, ancien ministre de l'Air de Pétain ; dans l'ensemble, il garde à ses côtés les collaborateurs de Darlan, au détriment même de ses propres partisans. Giraud entreprend de faire connaître à la population africaine son visage, et à populariser sa devise, « Un seul but, la victoire » : cette formule lui permet également de souligner le primat qu'il accorde aux questions militaires, et d'éluder les questions politiques. Ainsi, aurait-il répondu à une question d'un journaliste : « Monsieur, je suis un soldat, je ne fais pas de politique »,. Jugeant qu'il n'a aucune aptitude en matière d'affaires publiques, il écrit par la suite dans ses mémoires que son élection du 26 décembre constitue l'« un des plus mauvais souvenirs de [sa] vie ».
Giraud se trouve dès lors à la tête de forces françaises rangées aux côtés des Alliés et plus importantes que celles de la France libre. En métropole, par ailleurs, une partie des gradés de l'armée de Vichy ont cru un temps que les Alliés allaient débarquer dans le Sud de la France comme prévu initialement par Giraud : ce débarquement n'a finalement pas lieu et l'invasion de la zone libre par les Allemands est suivie de la dissolution de l'armée d'armistice. Des officiers, parmi lesquels les généraux Verneau et Revers, constituent alors, en janvier 1943, l'Organisation de résistance de l'Armée (ORA), dont le général Frère prend le commandement, et qui reconnaît Giraud comme son chef, ; le réseau Alliance, dirigé par Marie-Madeleine Fourcade, fait également partie de la résistance « giraudiste ». Revendiquant une approche uniquement militaire du conflit et refusant de « faire de la politique », Giraud contribue à faire sortir de l'attentisme une partie des cadres de l'armée et de l'administration, qui rejoignent dès lors le combat contre l'Axe. Les chefs des services secrets de Vichy, le colonel Rivet, et les commandants Paillole et du Crest de Villeneuve, ayant rejoint Alger, se rallient à Giraud. Ce dernier réorganise à cette occasion les services de renseignements militaires en plaçant l'ensemble de leurs branches (Air, Terre et Mer) sous l'autorité d'un nouvel organisme, la Direction des services spéciaux (DSS).
Le giraudisme apparaît, au printemps 1943, nettement en position de force. La présence du général Giraud aux côtés des Alliés permet de délégitimer Vichy en le privant de ses soutiens conservateurs ; de nombreux responsables français, séduits par l'apolitisme revendiqué du général, ont ainsi la possibilité de rompre avec le régime de Pétain, tout en gardant leurs distances avec la France libre dont ils se méfient. Les Alliés, de leur côté, attendent du général Giraud qu'il fasse office de chef rassembleur, qui leur permettrait de rallier les Français. Giraud a le double avantage de paraître fournir une alternative sérieuse à la France libre et de se conformer aux instructions des Américains.
Bien que dénoncé comme traître par le gouvernement de Vichy, et déchu de sa nationalité par Pétain, Giraud continue initialement de reconnaître la légitimité de ce dernier,. Malgré une certaine indifférence de principe aux questions politiques, Giraud n'en garde pas moins des préférences pour l'idéologie de la Révolution nationale : bien que constituant une « dissidence » du pétainisme, le « giraudisme » se traduit par la permanence, en AFN, d'un régime autoritaire. Dans les faits, Giraud concentre entre ses mains des pouvoirs « dictatoriaux » : l'exécutif, le législatif et le judiciaire sont confondus et il n'est nulle part prévu que le commandant en chef civil et militaire doive répondre de ses actes devant quiconque. Le général maintient en outre l'essentiel de l'appareil administratif précédent et s'entoure d'anciens cadres du régime de Pétain : Marcel Peyrouton, ancien ministre de l'Intérieur de Vichy, est ainsi nommé gouverneur général de l'Algérie, Giraud respectant le vœu de Darlan en ce sens. Soucieux de rallier les vichystes « repentis », Giraud se montre hostile à toute épuration et s'emploie à trouver des portes de sortie honorables aux personnages trop controversés pour être maintenus dans leurs fonctions : l'ancien gouverneur général de l'Algérie, Yves Chatel, remplacé par Peyrouton, est ainsi envoyé au Portugal pour mener une mission auprès de la Croix-Rouge.
Pierre Pucheu, ancien ministre de l'Intérieur de Pétain, ayant fui la France à travers l'Espagne, écrit à Giraud, qu'il avait préalablement rencontré à Lyon, pour demander à venir au Maroc s'engager comme officier de réserve dans une unité combattante. Giraud lui donne son accord par une lettre du 15 février 1943, à condition que Pucheu prenne un nom d'emprunt et s'abstienne de toute activité politique. Il lui fait adresser à cet effet un sauf-conduit par l'un de ses collaborateurs, le colonel Malaise. Pucheu arrive le 8 mai 1943 en Afrique du Nord. Il est reconnu à bord du navire Sidi Brahim, et arrêté. Giraud le lâche piteusement, arguant que l'anonymat dans lequel Pucheu devait se rendre en Afrique du Nord n'a pas été respecté. À la suite de l'enfreinte des deux conditions formelles posées par Giraud à l'ancien ministre, et afin d'empêcher toute agitation en Afrique du Nord alors que la campagne de Tunisie se termine[source insuffisante], le général le fait placer en résidence surveillée le 12 mai 1943,. Pucheu lui adresse alors une seconde lettre, de protestation cette fois, à laquelle il n'obtient pas de réponse.

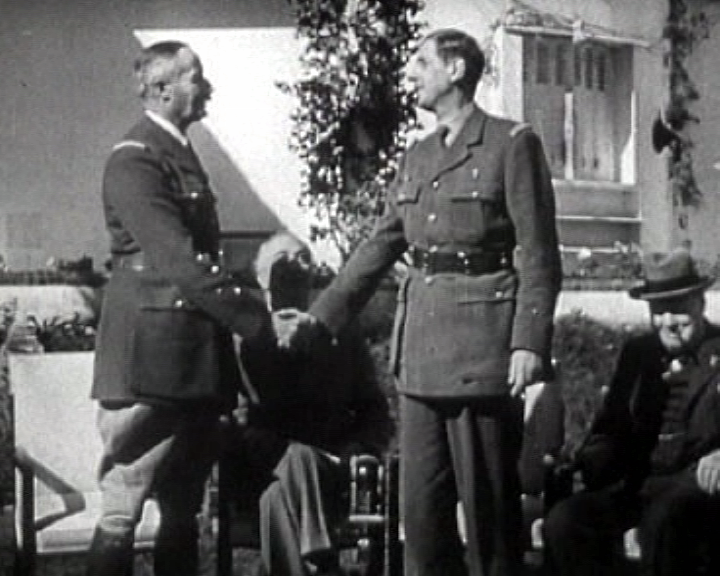
Charles de Gaulle (à droite) serrant la main de Henri Giraud, devant Roosevelt et Churchill le 17 janvier 1943 lors de la conférence d'Anfa.

Au début de 1943, après l'assassinat de Darlan, des premiers contacts s'établissent entre Giraud et de Gaulle : les deux hommes sont conviés, au mois de janvier, à participer à la conférence alliée de Casablanca. Si les deux généraux acceptent de se serrer la main devant les photographes, ils campent sur leurs positions respectives et ne parviennent pas à s'entendre sur l'organisation politique à mettre en place. L'envoi de missions de liaison chargées de négocier le rapprochement entre Alger et Londres est néanmoins décidé : le général Catroux est chargé de représenter la France libre à Alger. Lors de la conférence et par la suite, Giraud se fait, auprès des Américains, l'avocat de l'Armée d'Afrique qu'il juge capable de fournir une aide décisive aux Alliés pourvu qu'elle soit correctement équipée ; il demande au général Marshall de lui fournir des armes modernes permettant d'équiper 12 divisions, dont 3 blindées, afin de constituer un corps expéditionnaire de 300 000 hommes, ainsi qu'un nombre important d'avions de chasse (500), de bombardiers (300) et d'avions de transports (200). Bien que peu convaincus par les capacités politiques de Giraud, Eisenhower et Roosevelt lui maintiennent leur appui.
La politique menée par Giraud en Afrique du Nord, qui se traduit par le maintien des lois antisémites et l'absence de démocratisation dans un territoire libéré, met cependant vite les Alliés dans l'embarras, surtout le président américain : aux États-Unis, une campagne de presse dénonce dès le début de 1943 la situation dans les camps d'internement français. Le maintien en place de Noguès est également critiqué, du fait de son attitude lors du débarquement. Les interlocuteurs américains de Giraud s'efforcent alors de convaincre ce dernier qu'une libéralisation du régime en vigueur ne peut que servir sa cause auprès des Alliés et encourager le gouvernement américain à augmenter l'aide au réarmement français. Giraud esquisse alors des gestes de bonne volonté et, au début du mois de février, fait libérer les douze gaullistes arrêtés en décembre 1942 et les vingt-sept députés communistes internés. Les conditions de vie dans les centres de séjour surveillés sont nettement améliorées. Des mesures symboliques commencent à marquer une prise de distance avec Vichy : les effigies de Pétain et les allusions à l'État français dans les documents officiels sont progressivement retirées, pour ne disparaître tout à fait qu'au mois de mai,. Entretemps, la politique menée par Giraud, vue comme une « renaissance » du pétainisme, est condamnée par une grande partie des organisations de la Résistance intérieure, qui se rapprochent dès lors du général de Gaulle. Loin d'avoir les effets rassembleurs escomptés par les Alliés, l'action de Giraud tend à diviser les Français, y compris au sein des organisations de Résistance.

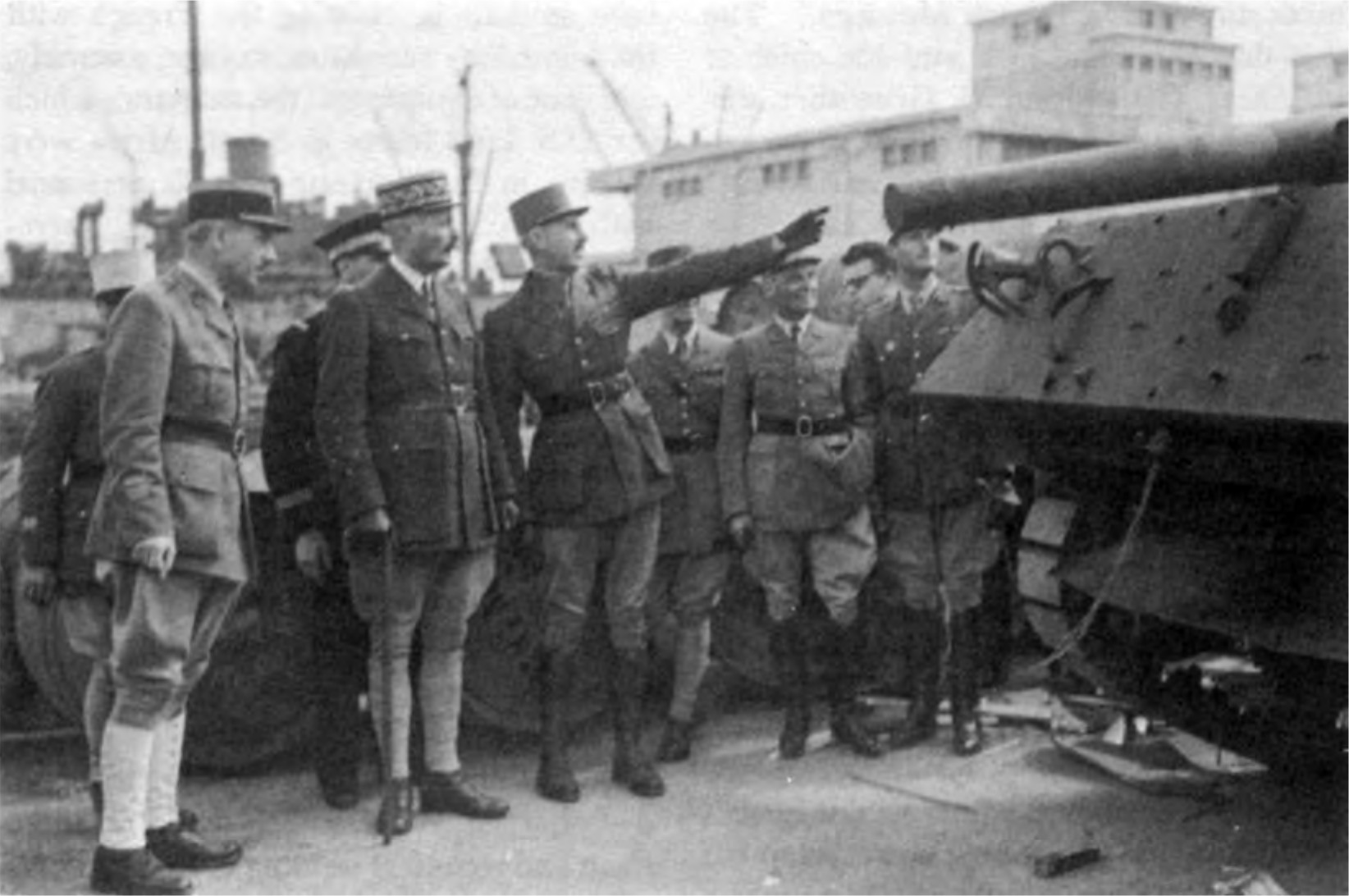
Inspection de l'équipement américain destiné à l'armée française. De gauche à droite : Le colonel Clément Blanc, le général Henri Giraud et le général de brigade Roger Leyer (entre février 1943 et avril 1943).

L'évolution de la politique menée par Giraud est accélérée au début de mars 1943, quant Roosevelt envoie Jean Monnet à Alger. Chargé officiellement de représenter le Bureau de répartition des armements, Monnet est en réalité chargé de conseiller le commandant en chef civil et militaire. Rapidement, il gagne la confiance de ce dernier, le convainc que l'aide militaire des Américains dépend de la démocratisation de son administration, et le mène à l'abandon progressif de la législation de Vichy. Le 14 mars 1943, Giraud prononce, à la salle Pierre-Bordes d'Alger, une allocution radiodiffusée dont le texte a été écrit par Monnet sous l'étroit contrôle de Robert Murphy et du britannique Harold Macmillan, et qu'il qualifie lui-même ironiquement de « premier discours démocratique de sa vie » ; dans cette allocution, qui constitue un tournant, Giraud renonce à la fiction du pouvoir exercé au nom de Pétain : il rompt en effet avec Vichy en annonçant que l'armistice du 22 juin 1940 n'a pas engagé la France et que la législation promulguée depuis est sans effet. Giraud annonce que la victoire s'accompagnera d'un retour à la démocratie : il déclare « Je suis le serviteur du peuple français, je ne suis pas son chef. [...] Quand le peuple de France redeviendra maître de ses destinées, il formera alors son gouvernement provisoire d'après les lois constitutionnelles de la République ». La tonalité du discours de Giraud provoque un séisme dans son entourage : Lemaigre Dubreuil, Bergeret et Rigault démissionnent. Le discours de Giraud est suivi d'effets : le 18 mars, une série d'ordonnances rétablit le régime républicain en annonçant la fin des conseils nommés et le rétablissement en AFN des assemblées élues qui siégeaient avant 1940 ; les biens confisqués aux Juifs leur sont par ailleurs restitués. Si Giraud rétablit les libertés individuelles et annonce la fin des lois de discrimination raciale, il se montre en revanche intraitable sur le décret Crémieux, qu'il refuse de rétablir,. Sur décision du général, une des ordonnances prises le 18 mars confirme la fin du décret Crémieux : l'ordonnance est mise en application par Peyrouton, qui avait déjà aboli le décret en tant que ministre de l'Intérieur de Vichy. Le texte se trouve donc abrogé deux fois de suite par le même homme, et les Juifs d'Algérie demeurent par conséquent privés de la nationalité française : Giraud souhaite en effet « éliminer toute discrimination entre indigènes musulmans et israélites », jugeant qu'« en Afrique du Nord les Juifs ne doivent pas être considérés autrement que les Musulmans. Ce sont des indigènes pratiquant une religion différente de celle de leurs voisins, pas autre chose ». Le statut imposé aux Juifs n'est aboli qu'en ce qui concerne la possession de leurs biens, la profession et l'instruction : les élus juifs demeurent exclus des Conseils généraux rétablis,,. À la fin du mois de mai, plusieurs pans de la législation de Vichy sont abrogés, notamment la charte du travail et la loi sur la presse.

Selon Alfred Salinas, Giraud se serait montré perplexe sur le décret Crémieux, son ordonnance qui en édictait la fin prévoyait que l'abrogation serait subordonnée à la parution dans les trois mois de décrets d'application, mais aucun décret d'application ne fut pris dans ce délai.

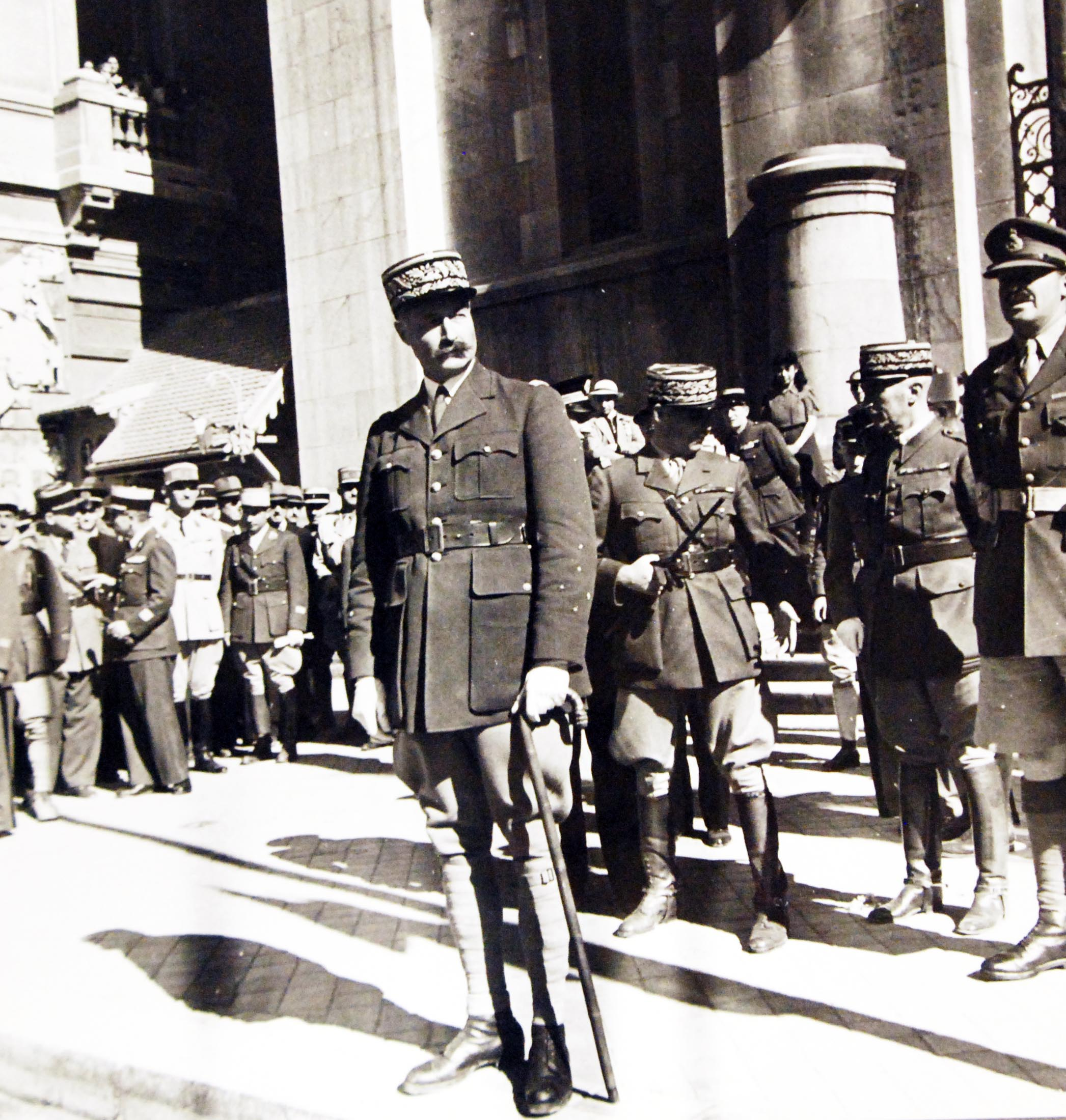
Henri Giraud à Tunis, mai 1943

Le discours prononcé par Giraud le 14 mars 1943 lève le principal obstacle à un rapprochement avec de Gaulle : au lendemain de son allocution, Giraud invite ce dernier à rejoindre Alger. Dès lors, les forces françaises entreprennent de trouver une formule permettant leur fusion.
La situation semble, sur le plan politique, nettement basculer en faveur du camp gaulliste lorsque Jean Moulin, délégué général en France du général de Gaulle, transmet à Londres un télégramme (daté du 8 mai 1943, il est reçu le 14) dans lequel il annonce la création du Conseil national de la Résistance. Celui-ci confirme que l'ensemble des mouvements de résistance reconnaissent le général de Gaulle comme chef de la Résistance, n’admettront jamais sa subordination au général Giraud, et réclament l’installation rapide d’un gouvernement provisoire, sous la présidence du général de Gaulle, le général Giraud devant en être le chef militaire.

### Le Comité français de la Libération nationale

#### La difficile alliance de Gaulle-Giraud
Après d'âpres négociations entre le général Catroux, Giraud et Jean Monnet — ce dernier poussant à la réconciliation entre les camps gaulliste et giraudiste — un compromis est trouvé pour former entre les forces françaises une alliance qui reposerait sur un principe de coprésidence. De Gaulle arrive le 30 mai 1943 à Alger pour mener à leur terme les négociations avec Giraud. Les rapports entre les deux généraux — Giraud soupçonnant de Gaulle d'aspirer à une dictature personnelle — sont encore très tendus, au point que des rumeurs de coup d'État militaire circulent dans Alger durant les négociations,. De Gaulle exige d'emblée les départs de différents cadres compromis avec Vichy, notamment Noguès et Peyrouton, ainsi que celui de Boisson qui avait repoussé les Forces françaises libres en septembre 1940 lors de la bataille de Dakar. Giraud défend médiocrement les cadres de son administration, dont plusieurs — Peyrouton immédiatement, Boisson quelques semaines plus tard — préfèrent rapidement démissionner pour éviter des représailles.

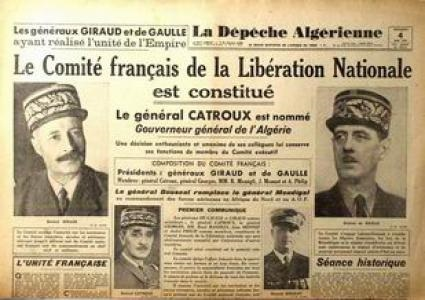
Une de La Dépêche algérienne annonçant la constitution du Comité français de libération nationale, 4 juin 1943.

Le 3 juin 1943, le Comité français de Libération nationale (CFLN), destiné à unir la totalité des forces françaises en guerre, est officiellement créé via la fusion du Comité national français du général de Gaulle et du Commandement en chef français civil et militaire du général Giraud. Il s'agit d'un exécutif bicéphale, dont Giraud et de Gaulle sont coprésidents. Les hommes du premier, comme Jean Monnet ou le général Georges, y côtoient les partisans du second, comme André Philip, ou Catroux qui succède à Peyrouton comme gouverneur général de l'Algérie,. L'Armée d'Afrique et les Forces françaises libres fusionnent le 1er août pour donner naissance à l'Armée française de la Libération, qui s'illustre ensuite notamment au cours de la campagne d'Italie. Giraud en prend la tête en tant que commandant en chef des forces françaises, placé sous l'autorité de De Gaulle qui, à la tête d'une nouvelle instance, le Comité de défense nationale, supervise les opérations militaires. Le CFLN se présente comme « le pouvoir central français » et s'engage à « rétablir les libertés françaises, les lois de la République, le régime républicain ».

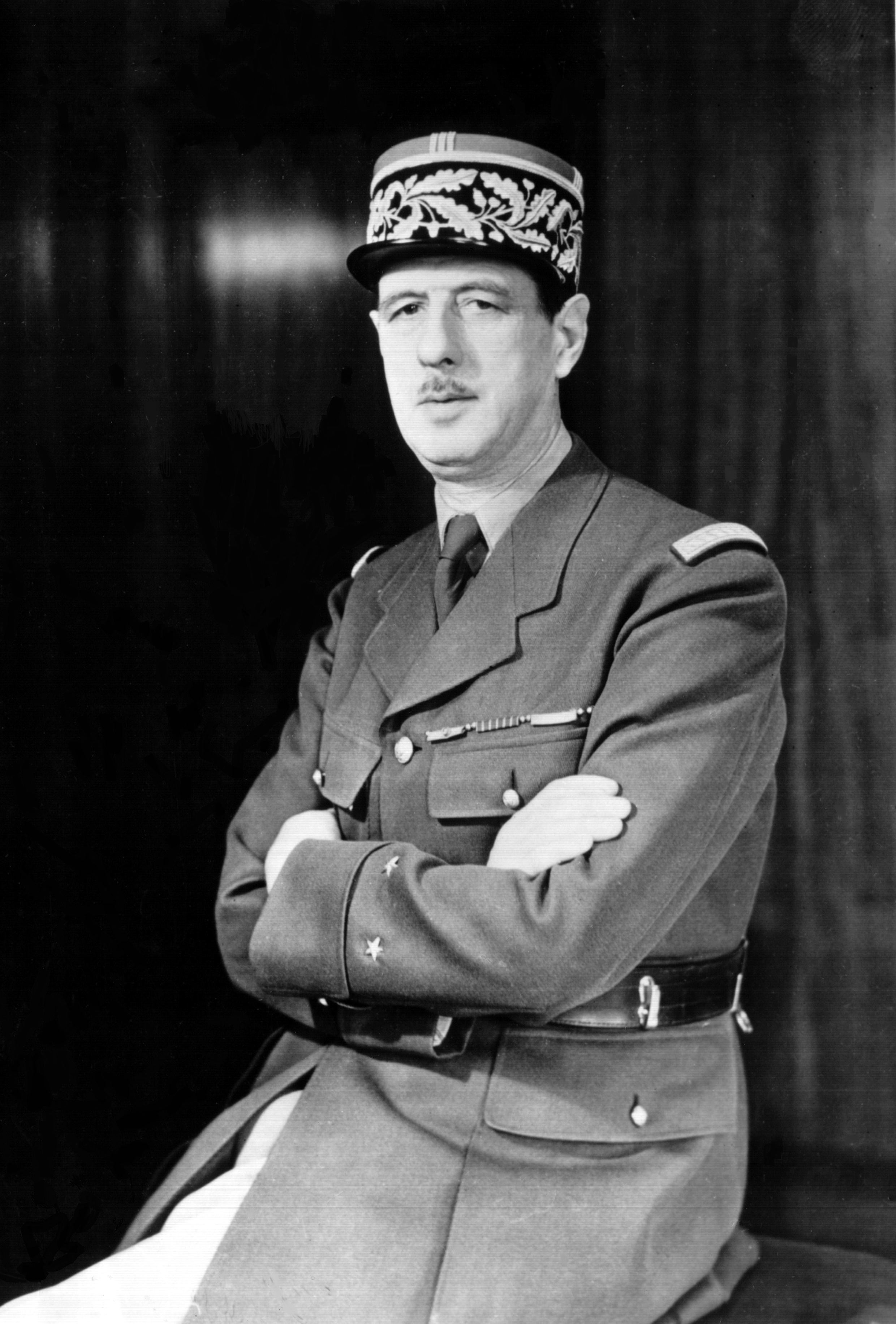
Charles de Gaulle marginalise rapidement Giraud au sein du Comité français de la Libération nationale.

Le Comité fonctionne selon une diarchie de principe : de Gaulle et Giraud président les séances en alternance, et apposent leurs deux signatures au bas de tous les décrets, Giraud signant en premier. De Gaulle continue d'écarter Giraud, qu'il juge à la fois trop lié aux principes de la Révolution nationale de Vichy, trop peu représentatif de l'esprit de la Résistance, et trop docile aux demandes des Américains. Pour Giraud, l'important n'est pas d'« épurer, mais d'unir » car « il n'y a que des hommes, des hommes qui veulent libérer la France ». De Gaulle et son camp, au contraire, souhaitent rompre radicalement avec Vichy. La collaboration des deux généraux au CFLN est jalonnée de différends, parfois graves : le 8 juin, après une semaine seulement de cohabitation, de Gaulle présente sa démission après que Giraud a refusé un plan qui lui interdisait de cumuler un poste au gouvernement avec le commandement des troupes. De Gaulle fait savoir à Alger qu'il s'apprête à partir pour Brazzaville : en son absence, Giraud n'arrive à obtenir aucune décision de la part du CFLN ; l'action d'éclat de De Gaulle, qui reprend bientôt son poste, n'a pour objectif que d'isoler Giraud.
Progressivement, de Gaulle mine l'autorité de Giraud : les proches de ce dernier ou les cadres de son administration sont écartés, contraints à la démission, voire arrêtés quand ils sont trop compromis avec Vichy. Giraud ne réussit guère à garantir leur protection, ce qui affaiblit son autorité et son image. Chaque giraudiste démissionnaire est remplacé par un partisan de De Gaulle, tandis que ce dernier s'emploie à donner le plus de publicité possible à chaque défection ou départ dans le camp de Giraud. Une partie de l'entourage de Giraud passe peu à peu dans le camp gaulliste ; Jean Monnet, qui adopte une position conciliatrice, ne s'attache pas outre mesure à la cause giraudiste. Lors de la première réunion du CFLN, le 5 juin, on procède à son élargissement : y sont nommés des soutiens de Giraud, René Mayer et Maurice Couve de Murville, qui se rangent ensuite eux aussi aux côtés de De Gaulle.
Giraud conserve par ailleurs à son usage l'ex-service de renseignements de Vichy, le Service de surveillance militaire (SSM). La dualité avec le Bureau central de renseignements et d'action (BCRA) de la France libre rend bientôt intenable l'antagonisme entre services secrets et envenime considérablement la querelle entre de Gaulle et Giraud. La controverse porte à la fois sur le fait de savoir qui, du Commandant en chef ou du chef du gouvernement, doit prendre la direction des services secrets réunifiés, ainsi que sur la forme des actions de résistance à mener. Au fil des mois, les chefs du BCRA entreprennent de priver ceux du SSM de leurs prérogatives, tandis que les membres des Forces françaises libres incitent ceux de l'Armée d'Afrique à changer de camp.

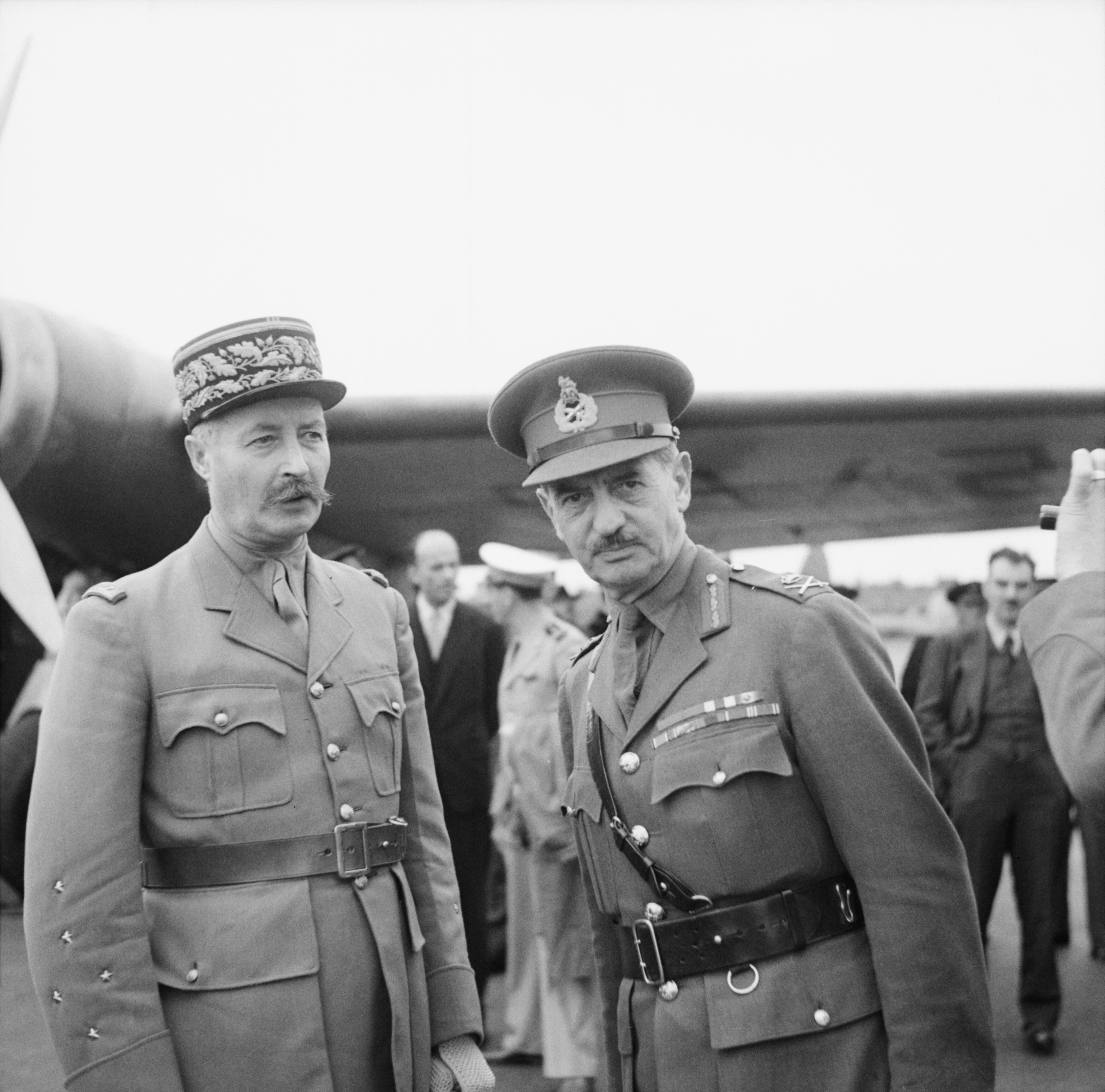
Le général Henri Giraud, co-président (avec De Gaulle) du Comité de libération nationale en 1943, avec le lieutenant général Arthur Edward Grasett arrivant en Angleterre.

Entre les mois de mai et d'août, une campagne de « désertions », impossible à chiffrer, frappe les troupes giraudistes : de nombreux officiers font l'objet d'opérations de « séduction » de la part des gaullistes. Des soldats et des jeunes officiers de l'armée d'Afrique demandent à rejoindre les unités de la France libre, dont Giraud dénonce de son côté la mainmise croissante. Les Américains, entretemps, continuent de soutenir Giraud. D'après la thèse de René Girard[Qui ?][réf. nécessaire], ce soutien sans faille s'explique une fois de plus par la méfiance de Roosevelt et de l'opinion américaine vis-à-vis du chef de la France Libre, vu comme l'homme des Anglais alors que Giraud apparaît plus docile aux intérêts américains. Ils  exigent donc que ce dernier soit l'interlocuteur unique du commandement anglo-américain pour les questions militaires en Afrique du Nord ; leur attitude incite de Gaulle à hâter l'éviction de Giraud pour le priver progressivement de tout rôle politique et le cantonner aux tâches militaires.

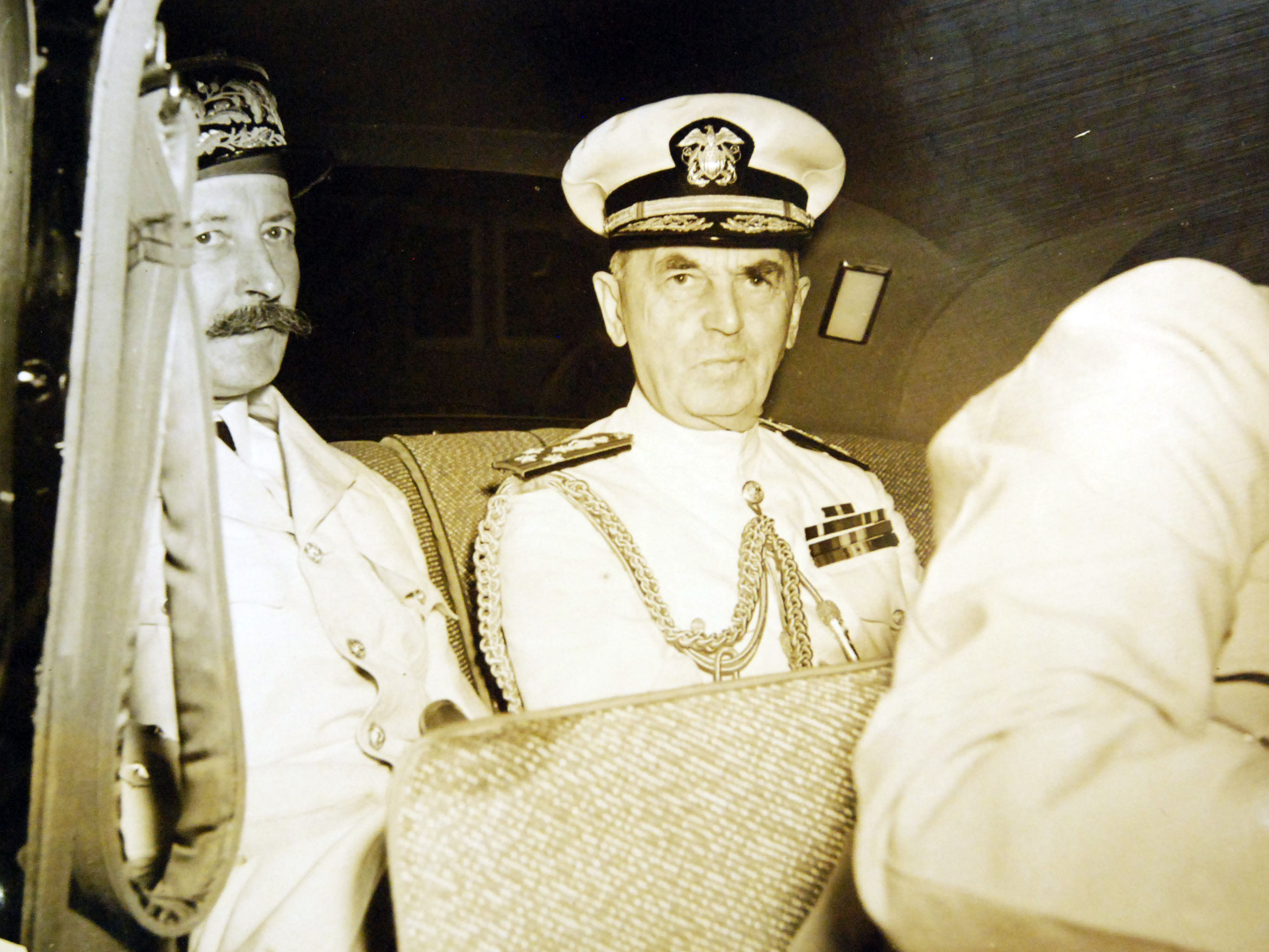
Le 7 juillet 1943, le général Henri Giraud, commandant français en Afrique du Nord, est assis avec l'amiral William D. Leahy, chef d'état-major du président Franklin D. Roosevelt, alors qu'ils quittent l'aéroport de Washington où le groupe de Giraud vient d'atterrir avant de se rendre à la Maison-Blanche.

Du 2 au 31 juillet 1943, Giraud effectue un voyage de près d'un mois aux États-Unis, au Canada et au Royaume-Uni, notamment en vue d'obtenir des armes pour l'armée française ; son absence permet à de Gaulle de multiplier les ralliements et d'affirmer au passage son autorité au cours des cérémonies du 14 juillet.
Le 17 juillet 1943, au cours d'une conférence de presse à Ottawa, Giraud affirme que le national-socialisme a de bons côtés, ce qui suscite une polémique,,,. « l'Allemagne, il ne faut pas l'oublier,  a produit Luther et Goethe. C'est un grand pays. Et le national socialisme ... Eh bien ... Il y a de bonnes choses »
Quand il revient à Alger le 31 juillet, Giraud se trouve presque complètement marginalisé : une grande partie de ses partisans ont rejoint le camp gaulliste. De Gaulle assure désormais seul la présidence des séances du CFLN, tandis que tous les textes sont étudiés et rédigés par son entourage. Giraud continue d'apposer sa signature au bas des textes, mais son autorité est désormais purement symbolique : en août, il signe le texte prévoyant son départ du CFLN s'il devait se trouver à la tête d'armées en opération — chose qu'il avait précédemment refusée en juin — ce qui équivaut à entériner sa propre élimination politique.
Le 1° septembre 1943, De Gaulle et Giraud signent un décret nommant Emile Bollaert représentant du CFLN auprès du Conseil de la Résistance Française.
Après de nombreuses pétitions, le 22 octobre 1943, le décret Crémieux est discrètement rétabli, sous un prétexte juridique, via un communiqué du CFLN qui argue que le décret du 18 mars, n'ayant pas été suivi de textes d'application en temps voulu, est devenu caduc ; les Juifs d'Algérie retrouvent ainsi leur nationalité française,. Le 8 novembre, à l'occasion du premier anniversaire du débarquement en Afrique du Nord, Giraud décore les principaux organisateurs et participants français de l'opération, parmi lesquels d'Astier de la Vigerie et Aboulker qu'il avait fait arrêter quelques mois plus tôt.

#### Procès et exécution de Pierre Pucheu
La liberté de la presse, rétablie en AFN, permet aux journaux gaullistes et communistes de dénoncer ouvertement ceux qui ont collaboré avec l'ennemi. C'est ainsi qu'une campagne est lancée contre Pierre Pucheu — toujours en résidence surveillée — par le journal clandestin Combat le 15 mai 1943 ; elle est ensuite relayée en force par les médias communistes. Le CFLN, qui a décidé de procéder à l'épuration des collaborateurs, fait traduire Pucheu devant un tribunal militaire, le 4 mars 1944, sans que Giraud, qui en fait partie et l'a fait venir en Afrique du Nord, ne proteste,. Giraud aurait été opposé à la mise en accusation de Pucheu, qu'il considère comme prématurée,.
Par la suite, appelé par la défense à déposer au procès Pucheu qui s'ouvre en mars 1944, Giraud ne l'a pas défendu. Il explique ses engagements envers l'accusé, ainsi que leur violation lors de la mise en résidence surveillée de ce dernier : il indique qu'étant en captivité en Allemagne jusqu'en 1942, il n'avait pas eu connaissance de ce que Pucheu avait fait en tant que ministre de l'Intérieur du gouvernement de Vichy, et qu'il n'avait alors aucune raison de refuser à un Français, souhaitant reprendre le combat contre l'Allemagne, le droit de servir dans l'Armée française. Il raconte ensuite comment Pucheu s'est fait reconnaître malgré les conditions qu'il avait reçues et justifie alors la violation de ses engagements, avançant le fait qu'en pleine bataille de Tunisie, qui était « indécise », il ne pouvait tolérer aucune agitation à l'arrière. En réalité, la campagne de Tunisie n'était pas indécise, s'étant terminée le 13 mai 1943, le lendemain de la mise en résidence surveillée de Pucheu. Giraud invoque en deuxième raison avoir reçu des informations relatives à la responsabilité de Pucheu dans des exécutions d'otages, qu'il ne pouvait alors vérifier,. Henri Amouroux juge la déposition « médiocre dans la forme, peu courageuse quant au fond » et contenant d'importantes erreurs factuelles : elle n'est d'aucun secours à Pierre Pucheu, et s'avère au contraire accablante pour l'ancien ministre, qui est condamné à mort le 11 mars par le tribunal militaire.
Peu avant le procès, Giraud a appris le décès de sa fille en déportation.
Après la sentence du tribunal militaire, Giraud intervient en faveur de Pucheu : il demande à de Gaulle de commuer la peine ou bien de surseoir à l'exécution jusqu'au retour en France métropolitaine, au motif que le procès Pucheu est un procès politique et que les preuves et témoins n'ont pu être réunis en Afrique du Nord. Dans un premier temps, de Gaulle s'abstient de répondre au courrier de Giraud. Pucheu est passé par les armes le 20 mars au polygone de tir d'Hussein Dey. Avant d'être exécuté, l'ancien ministre de Vichy déclare au colonel qui commande le peloton : « Vous voudrez bien, par la voie hiérarchique, faire savoir au général Giraud que j'ai cru en sa parole et c'est pourquoi je tombe aujourd'hui sous les balles françaises. Vous lui ferez savoir que, si j'ai consenti à l'épargner au procès, c'est parce que j'ai pensé à l'armée française. Mais lui, en tant que militaire et en tant qu'homme, il s'est déshonoré. » Giraud n'est informé qu'après coup du rejet du recours en grâce et de l'exécution de Pucheu ; de Gaulle répond à son courrier plusieurs jours après l'exécution, en invoquant la raison d'État. Les gaullistes s'emploient de leur côté à faire connaître autant que possible les paroles de Pucheu ; les circonstances de la mort de ce dernier contribuent à déconsidérer Giraud, notamment au sein de l'armée française.

#### Le débarquement en Corse
Dès novembre 1942, les services spéciaux de la Défense nationale à Alger mettent en place une mission pour préparer un débarquement afin de libérer la Corse de l'occupant avec l'appui du sous-marin Casabianca, sous les ordres du commandant L'Herminier. Le 10 décembre 1942, le général Ronin, chef des Services spéciaux, envoie en Corse les quatre premiers agents de la mission dite mission secrète Pearl Harbour : un spécialiste de l'espionnage, le responsable de la mission, Roger de Saule, un militaire volontaire, Toussaint Griffi et deux résistants, Pierre Griffi, radio dans le civil, combattant des Brigades internationales, et Laurent Preziosi, enseignant révoqué par Vichy en juillet 1940. De la mi-décembre à la mi-mars, ils sillonnent toute l'île pour rencontrer de futurs responsables susceptibles de créer les réseaux pour un débarquement. Le 6 février 1943, ils organisent sur place la livraison de 450 mitraillettes et de 60 000 cartouches par le sous-marin. Le 10 mars, ils reviennent à Alger par le Casabianca après avoir réalisé la coordination politique de la résistance. Le 2 avril, Giraud désigne le capitaine de gendarmerie Paulin Colonna d'Istria, avec comme mission de coordonner militairement l'action des groupes de résistance. Les projets de débarquement en Corse s'accélèrent et des liaisons étroites sont nouées avec l'état-major d'Eisenhower dont dépendent une partie des transports. Giraud est également en contact avec les résistants, majoritairement communistes, des maquis corses, reconnaissant que le Front national dirigé par les communistes est la seule organisation capable d'entrer en action sur l'île ; les communistes, de leur côté, tirent avantage de la rivalité de Gaulle-Giraud pour avoir les mains les plus libres possibles. Fin juillet, le Casabianca dépose 15 tonnes de munition aux Agriates ; au début de septembre, il débarque 5 tonnes de matériel antichars aux portes d'Ajaccio. Au retour, le sous-marin transporte à Alger Arthur Giovoni, chef du Front national en Corse, qui vient s'entretenir avec Giraud. Parallèlement, des avions britanniques effectuent des parachutages de matériel sur les 64 terrains que Colonna d'Istria a dispersés dans l'île.

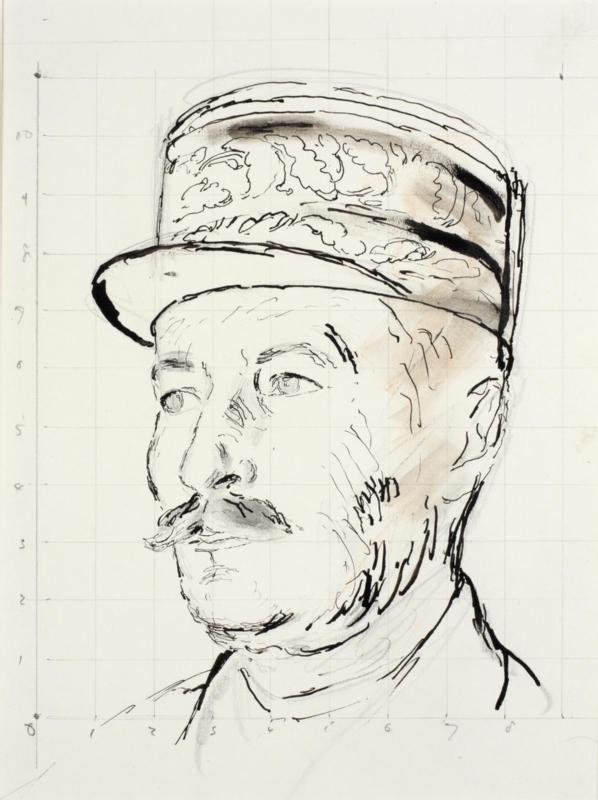
Portrait de tête du général Giraud (date inconnue).

De Gaulle et son entourage sont, quant à eux, laissés dans l'ignorance des préparatifs de débarquement en Corse. Giraud vise non seulement à éviter les fuites mais également à prendre, par une opération victorieuse, une revanche politique sur de Gaulle dont il juge le palmarès militaire plus modeste que le sien. Par ailleurs, les contacts de Giraud avec la résistance communiste ne se limitent pas à la Corse : en décembre 1943, toujours à l'insu de De Gaulle, il fait envoyer sur le continent Camille Larribère, militant du Parti communiste algérien, afin d'établir des contacts avec les groupes de la zone sud.
Constatant la disproportion des forces entre la résistance corse et les occupants, Giraud envoie à Colonna d'Istria un télégramme lui demandant de déconseiller toute « opération prématurée ». Mais, le 9 septembre 1943, Giraud reçoit un télégramme de la Résistance corse ainsi libellé : « Ajaccio s'est soulevé. On se bat à Bastia », et réclamant de l'aide. Giraud — qui aurait alors déclaré : « Les braves gens ! On ne peut pas les laisser tomber » — envoie alors les forces françaises régulières disponibles prêter main-forte aux insurgés corses. Le 11 septembre 1943, l'opération Vésuve est déclenchée, le général Henry Martin reçoit la mission de libérer la Corse, comme commandant interarmées et interalliés : le Casabianca, transportant une centaine d'hommes sous la direction du commandant Gambiez, part pour la Corse et arrive deux jours plus tard pour prêter main-forte aux résistants corses et aux Italiens passés du côté des Alliés. Les Allemands achèvent d'évacuer l'île le 4 octobre : la Corse, plus de six mois avant le débarquement de Normandie, devient ainsi le premier département de France métropolitaine à être délivré,. Giraud envisage ensuite d'attaquer l'île d'Elbe mais, Eisenhower s'y opposant, le projet est abandonné jusqu'en février 1944.
De Gaulle, prévenu par le général Chambe, chef de cabinet militaire de Giraud, du débarquement en Corse alors que l'opération a déjà commencé, se montre particulièrement irrité d'avoir été tenu à l'écart des préparatifs : il a avec Giraud un entretien orageux, au cours duquel il lui reproche notamment d'avoir laissé le « monopole » aux chefs communistes. La manière dont la libération de la Corse a été organisée a en effet permis aux communistes de s'emparer des pouvoirs publics sur l'île. De Gaulle entreprend dès lors, en s'appuyant notamment sur l'affaire du débarquement en Corse, de retirer à Giraud ce qui lui reste d'autorité au sein du CFLN,. Le 25 septembre, une large majorité du CFLN réduit les pouvoirs de Giraud ; ce dernier refuse tout d'abord d'accepter cette décision, puis s'incline au bout d'une semaine, ne conservant le contreseing que pour les ordonnances et les décrets.

#### Mise à l'écart de Giraud
Le 25 septembre 1943, de Gaulle adresse aux membres du CFLN une lettre dans laquelle il expose la nécessité, à la suite de l'affaire du débarquement en Corse, d'avoir une direction unifiée et fonctionnelle, ainsi qu'un commandement militaire subordonné à l'organe de gouvernement. Il réclame une réorganisation totale du CFLN et l'élection d'un président disposant de pouvoirs « réels et définis » sur tous les domaines, y compris militaires. Giraud signe le 3 octobre l'ordonnance prévoyant l'élection d'un président unique. Le général Chambe lui avait remis le 17 mai 1943 une lettre destinée à le mettre en garde, et détaillant la manière dont de Gaulle s'apprêtait à l'évincer politiquement si Giraud l'invitait à partager le pouvoir à Alger. Chambe réitère avec une seconde lettre le 1er novembre mais Giraud ne semble pas en avoir tenu compte. Le 6 novembre, Giraud signe le décret donnant mandat à de Gaulle pour procéder aux remaniements de son choix au sein du CFLN. Le 9 novembre, lors d'une réunion du CFLN, de Gaulle demande à tous les membres présents leur démission en vue de nommer une équipe recomposée. Une fois tous les départs entérinés, il lit la liste des membres du nouveau comité, dont il assume seul la présidence : Giraud et ses deux derniers fidèles, le général Georges et le docteur Abadie, n'y figurent pas.
Giraud, qui semble sur le moment avoir été surpris par son éviction du CFLN, conserve son poste de commandant en chef des forces françaises. Le 14 novembre, il présente sa démission de ce dernier poste, jugeant qu'il vaudrait mieux le confier, selon ses propres termes, à « un homme plus jeune... et moins compromis ». De Gaulle, recevant la lettre de démission de Giraud, se montre irrité et déçu, jugeant que ce départ ferait la pire impression auprès de la population française et des Alliés : il envoie auprès de Giraud des délégués pour le persuader de revenir sur sa décision. Après avoir accepté de recevoir André Le Troquer, Giraud retire sa démission.
Cinq mois plus tard, le 8 avril 1944, de Gaulle reçoit Giraud et l'informe que le CFLN va le nommer inspecteur général des Armées, car les fonctions de commandant en chef vont être supprimées. Giraud met fin à l'entretien et quitte le bureau de De Gaulle en claquant la porte. De Gaulle convoque alors le général Chambe et lui explique que sa décision était motivée par des manifestations d'insubordination : si Giraud accepte de s'engager à se soumettre à l'autorité du CFLN, il pourra conserver son poste de commandant en chef. Chambe transmet le message à Giraud ; le 9, il retourne voir de Gaulle porteur d'une lettre dans laquelle Giraud s'engage à respecter les décisions du gouvernement. Mais de Gaulle se montre désormais nettement plus réticent face à la bonne volonté affichée de Giraud : au moment même où de Gaulle s'entretient avec Chambe, l'agence de presse France-Afrique publie un communiqué annonçant la nomination de Giraud au poste d'inspecteur général,. Mis devant le fait accompli, Giraud, qui ne se résout pas à être ainsi marginalisé, refuse le poste et les fonctions, et s'en tient cette fois à sa décision. Après avoir rencontré Giraud, Murphy conseille à Cordell Hull, secrétaire d'État de Roosevelt, « de ne plus se compromettre en faveur d'un général qui, à ses yeux, colportait derrière lui l'image de « valet de l'Amérique ». » Le 14 avril, Giraud est placé en réserve de commandement ; il s'installe six jours plus tard à Mazagran, dans une propriété réquisitionnée à son intention.
La mise au jour des archives des services de renseignement alliés (un rapport du Psychological Warfare Branch, daté du 16 avril 1944) indique qu'il n'y eut pas consensus au sein du Comité français de la libération nationale à l'égard de la mesure de rétrogradation prise par de Gaulle.
Dans sa résidence de Mazagran où il reçoit de nombreux visiteurs, Giraud est à la fois protégé et surveillé par les forces françaises ; des rumeurs courent sur ses intentions, certaines lui prêtant le projet de « s'évader » à nouveau et de rejoindre la métropole pour y prendre la tête de résistants anticommunistes, ce qui contribue à entretenir une atmosphère de tension autour de son logement. Mis définitivement à l'écart des opérations militaires, Giraud est exclu des combats en Italie et de ceux de la libération de la France. Son éviction n'entraîne guère de remous au sein de l'armée française où il a perdu beaucoup de son crédit mais selon le chercheur Alfred Salinas, qui s'appuie sur une lettre du 6 avril 1944 de Murphy au secrétaire d'État américain (Cordell Hull), des unités françaises de ce secteur manifestèrent leur mécontentement. La résistance giraudiste reconnaît également l'autorité du général de Gaulle, à l'image de l'Organisation de résistance de l'Armée, ou du réseau Alliance qui se rallie au BCRA.
Giraud lui-même, dans ses souvenirs, reconnaît avoir été, sur le plan politique, « d'une incompétence, d'une maladresse et d'une faiblesse inconcevables ». Faisant le bilan du « giraudisme », Henri Michel considère qu'il n'a « pas fait fortune », le rassemblement formé autour de Giraud n'ayant été porté « ni par une éthique, ni par une politique, mais uniquement par le jeu des circonstances ». Sans réelle doctrine politique ou juridique, sans presse pouvant le soutenir, ce courant résistant n'a pas eu de postérité, Giraud lui-même n'ayant eu « ni disciple, ni successeur » et ayant été souvent sévèrement jugé par ses anciens compagnons de route. Bien qu'il n'ait pas eu d'unité doctrinale, le « giraudisme » n'en correspond pas moins, pour Henri Michel, à une « tendance politique », celle de la droite « traditionnelle » et « réactionnaire », rétive au jeu parlementaire et qui voit « dans l'armée le défenseur d'un certain ordre social et d'une forme d'économie ». Si Giraud s'est montré sourd aux questions politiques et à la diversité des courants de la Résistance, l'historien n'en considère pas moins que le mérite du général n'est « pas mince » dans le processus qui a mené à la reprise des combats par la France et à l'unification de toutes les forces françaises combattantes. Pour André Kaspi, « le giraudisme a sans doute servi à rallier aux Alliés bon nombre d'officiers et de soldats qui jusqu'alors avaient été des attentistes patentés » ; il a néanmoins perdu son sens une fois que le régime de Vichy a « rendu l'âme, au moins dans sa version primitive ». Kaspi reconnaît à Giraud, en dépit de « ses faiblesses, de ses lacunes et de ses maladresses », le mérite d'avoir contribué au réarmement de l'Armée d'Afrique, et d'avoir joué un rôle majeur dans la libération de la Corse. Henri Amouroux, tout en jugeant que par sa mise à l'écart Giraud a été privé de « prendre sa part légitime » des victoires de l'armée française en Italie et des combats de la Libération, se demande quel rôle politique le général aurait pu jouer dans le climat de la France libérée, et de quel prestige il aurait pu y bénéficier, après n'avoir pas su empêcher l'élimination de ses propres partisans à Alger.

### La tentative d'assassinat
Le 28 août 1944, alors que le CFLN, devenu Gouvernement provisoire de la République française (GPRF), s'est installé en métropole, Giraud est victime, dans la villa de Mazagran (près de Mostaganem, département d'Oran) où il est entouré de sa famille, d'une tentative d'assassinat de la part de l'un des tirailleurs marocains affectés à sa garde. Touché au visage, Giraud n'a la vie sauve que parce qu'il s'est brusquement baissé pour se pencher sur le landau de son petit-fils.
L'enquête, hâtivement menée, ne permet pas d'élucider clairement les mobiles de cette tentative de meurtre. Le tirailleur, un certain Bouali Miloud Ould Ahmed, que l'on dit avoir été victime d'un accès de démence mystique, est fusillé, bien que Giraud ait demandé sa grâce,.
Un mois plus tard, remis de sa blessure, Giraud rentre en France libérée. Sans se retirer totalement des affaires, il refuse le poste de grand chancelier de la Légion d'honneur que lui propose de Gaulle. Il entre le 26 novembre 1944 dans Metz, qui a été libérée le 22 par la 3e armée de Patton.

### L'après-guerre
Giraud se présente aux élections constituantes en juin 1946, sous l'étiquette du Parti républicain de la liberté : il est élu député de la Moselle à la IIe Assemblée nationale constituante. Il participe activement aux discussions sur l'élaboration de la Constitution de la Quatrième République que, finalement, il n'approuve pas. Intervenant régulièrement à la tribune, il avance plusieurs propositions, qui visent notamment à renforcer les pouvoirs de l'exécutif en matière de défense du territoire, et à faire de « toute action et toute propagande » visant à séparer l'Union française de l'un ou l'autre de ses territoires un crime de haute trahison.
Il ne reste député que quelques mois, ne se représentant pas aux élections législatives de novembre 1946. Il demeure membre du Conseil supérieur de la guerre jusqu'au 15 décembre 1948.
Il rédige deux livres de souvenirs, Mes évasions, publié en 1946, et Un seul but : la victoire, Alger 1942-1944, publié en 1949.
Gravement malade, il reçoit le 10 mars 1949 sur son lit d'hôpital la médaille militaire, pour son évasion et ses états de service à Alger de 1942 à 1944. Henri Giraud meurt le lendemain, à Dijon, à l'âge de 70 ans ; le 17 mars, il reçoit des obsèques nationales, en présence du président de la République Vincent Auriol. Il repose aux Invalides.
Selon ses vœux, les décorations du général Giraud sont données au musée de l'Infanterie.

### Vie privée et famille
Marié le 10 octobre 1908 à Céline Lapérotte (1889-1976), Henri Giraud a eu huit enfants (quatre fils et quatre filles).
Durant la Seconde Guerre mondiale et après le débarquement en Afrique du Nord, la famille du général Giraud, demeurée en métropole, est mise sous surveillance par la police de Vichy. Après le débarquement en Corse, 18 membres de sa famille, dont un enfant de deux ans, sont arrêtés par la Gestapo en octobre 1943, puis déportés en Allemagne. La fille aînée du général (épouse du commandant Granger) est capturée avec ses quatre enfants en bas âge à Tunis, déportée en Thuringe où elle meurt faute de soins le 24 septembre 1943,; sa plus jeune fille gagne, quant à elle, l'Afrique du Nord, à travers l'Espagne ; son second fils, aviateur, est mort en service commandé.
Le général Giraud est par ailleurs le grand-père du vice-amiral d'escadre Hervé Giraud et de l'historien et journaliste Henri-Christian Giraud.

## Décorations

### Décorations françaises
- Médaille militaire (1949)

(Nota : la médaille militaire se porte avant la LH pour les officiers généraux ayant commandé au front, attention selon La Grande Chancellerie aucun texte officiel n'existe et il s'agit d'une simple habitude)
- Grand-croix de la Légion d'honneur (23 août 1940)
- Croix de guerre 1914-1918, étoile de bronze (une citation à l'ordre de la brigade)
- Croix de guerre 1939-1945 (deux citations à l'ordre de l'armée)
- Croix de guerre des Théâtres d'opérations extérieurs, palme de bronze (huit citations à l'ordre de l'armée)
- Médaille des évadés (avec étoile, c'est-à-dire attribuée au moins une fois pour chaque guerre mondiale)
- Croix du combattant
- Médaille coloniale (avec agrafe Sahara, Maroc et Maroc 1925)
- Médaille commémorative de la guerre 1914-1918
- Médaille commémorative française de la guerre 1939-1945 (avec agrafe France, Afrique et Libération)
- Insigne des blessés militaires

### Décorations étrangères
- Grand-Croix de la Legion of Merit (États-Unis d'Amérique)
- Grand-croix de l'ordre de la Couronne (Belgique)
- Croix de guerre 1914-1918 (une palme) (Belgique)
- Croix de guerre 1940-1945 (une palme) (Belgique)
- Ordre du Mérite militaire chérifien (Maroc)
- Grand cordon de l'ordre du Ouissam alaouite (Maroc)
- Médaille de l'Ordre de l'Aigle blanc (Serbie)

## Dans la culture populaire
Télévision
- 1979 : Ike, joué par Maurice Marsac.

Cinéma
- 2006 : Le Grand Charles, joué par Patrick Chesnais.

Documentaire
- Un général a disparu, basé sur le livre de Jacques Granier.

### Reportages
- Renée Pierre-Gosset, Expédients provisoires, Fasquelle, Paris.
- Jacques Granier, Un Général a disparu, Presses de la Cité, Paris, 1971.

### Études historiques
: document utilisé comme source pour la rédaction de cet article.
- Jean-Pierre Azéma et Olivier Wieviorka, Vichy, 1940-1944, Paris, éd. Perrin, coll. « Tempus », 2004 (1re éd. 1997), 374 p. (ISBN 978-2-262-02229-7).
- Robert Belot, La Résistance sans de Gaulle : politique et gaullisme de guerre, Paris, Fayard, 2006, 668 p. (ISBN 2-213-62954-4, OCLC 68706571, présentation en ligne).
- Jacques Cantier, L'Algérie sous le régime de Vichy, Paris, Éditions Odile Jacob, 2002, 417 p. (ISBN 2-7381-1057-6, présentation en ligne), [présentation en ligne].
- Henri Michel, Les Courants de pensée de la Résistance, Presses Universitaires de France, 1962, 842 p. (ASIN B0014S1TX4).
- B.H. Liddell Hart, Histoire de la Seconde guerre mondiale, Marabout, 1985, 740 p. (ISBN 978-2-501-00639-2).
- André Kaspi (directeur), La Libération de la France, Perrin, 2004 (ISBN 978-2-262-02280-8).
- Henri Amouroux, La Grande Histoire des Français sous l'occupation – Un printemps de mort et d'espoir : novembre 1943-6 juin 1944, t. VII, Robert Laffont, 1985, 604 p. (ISBN 978-2-221-04897-9).
- Marc Ferro, Pétain, Paris, Fayard, 1987 (réimpr. 2008), 789 p. (ISBN 978-2-213-01833-1) (réédition 2009, Hachette littérature, coll. « Pluriel », même pagination).
- Yves Maxime Danan (préf. C.-A. Colliard), La vie politique à Alger de 1940 à 1944, Paris, Librairie générale de droit et de jurisprudence, coll. « Bibliothèque de droit public » (no LIII), 1963, VI-348 p. (présentation en ligne), [présentation en ligne].
- Christine Levisse-Touzé, L'Afrique du Nord dans la guerre, 1939-1945, Paris, Albin Michel, 1998, 467 p. (ISBN 978-2-226-10069-6).
- Jean-Louis Crémieux-Brilhac, La France libre : de l'appel du 18 juin à la Libération, Paris, Gallimard, coll. « La suite des temps », 1996, 969 p. (ISBN 2-07-073032-8, présentation en ligne). Nouvelle édition revue et augmentée : Jean-Louis Crémieux-Brilhac, La France libre : de l'appel du 18 juin à la Libération, vol. 1 et 2, Paris, Gallimard, coll. « Folio. Histoire » (no 226-227), 2014, 1476 p., poche (ISBN 978-2-07-045469-3 et 978-2-07-045470-9).
- (en) Mario Rossi, Roosevelt and the French, Praeger, Westport-Londres, 1994.
- José Aboulker et Christine Levisse-Touzé, 8 novembre 1942 : les armées américaine et anglaise prennent Alger en quinze heures, Espoir, no 133, Paris, 2002.
- René Chambe, Au carrefour du destin. Pétain, Weygand, Giraud, de Gaulle, Paris, France-Empire, 1975.
- Michèle Cointet, De Gaulle et Giraud : l'affrontement, 1942-1944, Paris, Perrin, 2005, 549 p. (ISBN 2-262-02023-X), [une recension de cet ouvrage sur histoforum.org] [présentation en ligne sur canalacademie.com].
- Claude Paillat, L'Échiquier d'Alger, tome II : de Gaulle joue et gagne, Robert Laffont, 1967.
- Robert Paxton (trad. de l'anglais par Pierre de Longuemar), L'Armée de Vichy – Le corps des officiers français 1940-1944, Paris, éditions Tallandier, 2004 (réimpr. Le Seuil, coll. « Points-Histoire », 2006 (postface de Claude d’Abzac-Epezy) 567 p. (ISBN 2020679884)) (1re éd. 1966), 588 p. (ISBN 2-84734-139-0, présentation en ligne).
- Guy de Girard de Charbonnières, Le Duel Giraud-De Gaulle, Plon, 1984, 251 p.  (ISBN 978-2259011204).
- Alfred Salinas, Les Américains en Algérie : 1942-1945, Paris, Éditions L'Harmattan, 2013, 434 p. (ISBN 978-2-336-00695-6, lire en ligne).
- Bénédicte Vergez-Chaignon, Les vichysto-résistants de 1940 à nos jours, Paris, Perrin, 2008, 775 p. (ISBN 978-2-262-01993-8). Édition revue et augmentée : Bénédicte Vergez-Chaignon, Les vichysto-résistants, Paris, Perrin, coll. « Tempus » (no 655), 2016, 910 p., poche (ISBN 978-2-262-06662-8).

### Mémoires des principaux protagonistes
- Général Giraud, Mes évasions, Paris, Julliard, 1946 (lire en ligne).
- Général Giraud, Un seul but : la victoire, Alger 1942-1944, Julliard, Paris, 1949.
- Charles de Gaulle, Mémoires de guerre, 3 volumes :
  - L'Appel : 1940-1942 (tome I), éd. Plon, Paris, 1954.
  - L'Unité : 1942-1944 (tome II), éd. Plon, Paris, 1956.
  - Le Salut : 1944-1946 (tome III), éd. Plon, Paris, 1959.